# Olympische Sommerspiele 1908
| Medaillenspiegel               | Medaillenspiegel   | Medaillenspiegel | Medaillenspiegel | Medaillenspiegel | Medaillenspiegel |
| Platz                          | Land               | G                | S                | B                | Ges.             |
| ------------------------------ | ------------------ | ---------------- | ---------------- | ---------------- | ---------------- |
| 01                             | Großbritannien     | 56               | 51               | 39               | 146              |
| 02                             | Vereinigte Staaten | 23               | 12               | 12               | 47               |
| 03                             | Schweden           | 8                | 6                | 11               | 25               |
| 04                             | Frankreich         | 5                | 5                | 9                | 19               |
| 05                             | Deutsches Reich    | 3                | 5                | 5                | 13               |
| 06                             | Ungarn             | 3                | 4                | 2                | 9                |
| 07                             | Kanada             | 3                | 3                | 10               | 16               |
| 08                             | Norwegen           | 2                | 3                | 3                | 8                |
| 09                             | Italien            | 2                | 2                | —                | 4                |
| 10                             | Belgien            | 1                | 5                | 2                | 8                |
| …                              | …                  | …                | …                | …                | …                |
| 19                             | Österreich         | —                | —                | 1                | 1                |
| Vollständiger Medaillenspiegel |                    |                  |                  |                  |                  |

Die Olympischen Sommerspiele 1908 (offiziell Spiele der IV. Olympiade genannt) fanden vom 27. April bis zum 31. Oktober 1908 in der britischen Hauptstadt London statt. Die Wettkämpfe wurden parallel zur Franco-British Exhibition ausgetragen, einer zur Festigung der Entente cordiale zwischen dem Vereinigten Königreich und Frankreich organisierten Messe. Im Gegensatz zu den Spielen in Paris 1900 und St. Louis 1904, als die sportlichen Wettkämpfe wegen der chaotischen Organisation zu einem unbedeutenden Anhängsel der jeweiligen Weltausstellung gerieten, fanden die Spiele in London eine weitaus größere Beachtung. Dazu trug vor allem die Tatsache bei, dass mehr als zwei Drittel aller Wettkämpfe auf zwei Wochen im Juli und auf eine einzige Wettkampfstätte konzentriert waren.
Neben diesen eigentlichen „Sommerspielen“ gab es drei weitere Veranstaltungsphasen. Die „Frühjahrsspiele“ von Ende April bis Mitte Juni umfassten vier Ballsportarten. Von Ende Juli bis Ende August folgten die „nautischen Spiele“ mit Wassersportarten an Außenstandorten. Den Abschluss bildeten in der zweiten Oktoberhälfte die „Winterspiele“ mit Sportarten, die in Großbritannien traditionell hauptsächlich in der kühleren Jahreshälfte betrieben werden (Boxen und verschiedene Ballsportarten). Da eine Halle zur Verfügung stand, in der künstlich Eis erzeugt werden konnte, war es erstmals möglich, Wettkämpfe in einer Wintersportart auszutragen, im Eiskunstlauf.

## Wahl des Austragungsortes
Die Londoner Spiele waren eigentlich die fünfte Austragung der Olympischen Spiele der Neuzeit und folgten auf die sogenannten Olympischen Zwischenspiele 1906 in Athen. Doch das IOC betrachtete diese auf Drängen seines Präsidenten Pierre de Coubertin nachträglich lediglich als „Zehnjahresjubiläum“ der ersten modernen Spiele von 1896 und sprach ihnen den offiziellen Status ab – obwohl sie mit ihrer straffen Organisation ein Vorbild für die nachfolgenden Veranstaltungen waren und verhinderten, dass die olympische Idee völlig in der Bedeutungslosigkeit versank. Die Spiele in London fielen auf den Beginn der vierten Olympiade, womit sie im Einklang mit dem von Anfang an vorgesehenen Vierjahresrhythmus waren.
London war nicht der ursprünglich vorgesehene Veranstaltungsort. Bereits 1901 hatten die deutschen IOC-Vertreter den Antrag gestellt, die Spiele von 1908 in Berlin auszutragen. Im März 1903 beschloss die italienische Turnervereinigung Federazione Gimnastica Italiana, sich um die Austragung der Spiele in Rom zu bewerben. Im Januar 1904 übernahm der Stadtrat von Rom die Schirmherrschaft über die Kandidatur und verlieh ihr dadurch einen offiziellen Charakter. Dies entsprach auch den Wünschen von Pierre de Coubertin, der nie einen Hehl daraus machte, dass er Rom gegenüber der deutschen Hauptstadt eindeutig bevorzugte. Die Vertreter des Deutschen Reichsausschusses für Olympische Spiele (DRafOS), die keinerlei offizielle Unterstützung vorweisen konnten, erkannten die Aussichtslosigkeit der Berliner Bewerbung und zogen diese am 22. Juni 1904 während der IOC-Session in London zurück. Rom erhielt den Zuschlag per Akklamation.
Das römische Organisationskomitee zeichnete sich jedoch durch völlige Untätigkeit aus und löste sich im Januar 1906 sogar auf. Spätestens nach dem Ausbruch des Vesuvs am 7. April 1906 wären die Spiele in Rom ohnehin nicht mehr finanzierbar gewesen, da sämtliche verfügbaren Geldmittel in den Wiederaufbau der östlichen Vororte von Neapel flossen. Berlin bewarb sich nicht wieder, da der DRafOS der Ansicht war, die Finanzierung und der Bau eines neuen Stadions seien in den verbleibenden zwei Jahren nicht mehr zu bewerkstelligen. Das IOC drohte vor einem Scherbenhaufen zu stehen, bis die British Olympic Association (BOA) einsprang und in Geheimverhandlungen anbot, zusammen mit den britischen Sportverbänden die Spiele zu organisieren. Am 24. November 1906 gab die BOA mit einer offiziellen Pressemitteilung bekannt, dass die nächsten Olympischen Spiele in London stattfinden.

## Organisation

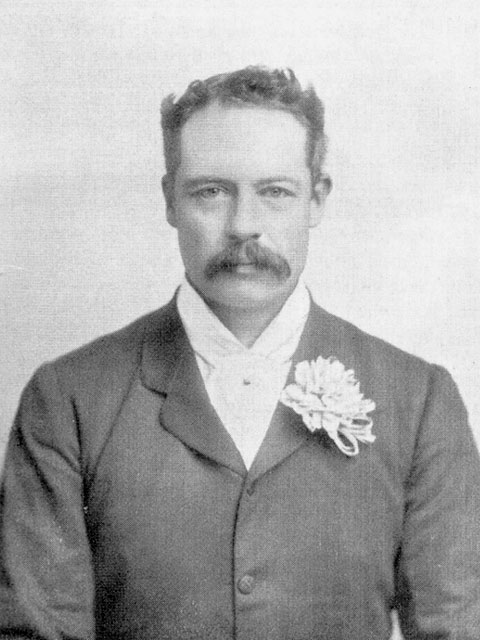
Lord Desborough, Präsident des Organisationskomitees

Am 19. November 1906, fünf Tage vor der Bekanntgabe der Durchführung, wählte der Vorstand des BOA seinen Vorsitzenden Lord Desborough zum Präsidenten des Organisationskomitees. Es bildeten sich fünf Ausschüsse für Finanzen, Programm, Unterbringung/Unterhaltung, Presse und Organisation. Vorgesehen waren 25 Sportarten, von denen Reiten, Luftschifffahren und Golf jedoch wieder gestrichen wurden. Da es damals für zahlreiche Sportarten noch keine internationalen Dachverbände gab, wurde beschlossen, ausschließlich die Reglemente der entsprechenden britischen Verbände anzuwenden.
Im Sommer 1908 sollte in London auch die Franco-British Exhibition stattfinden, eine große internationale Messe zur Festigung der vier Jahre zuvor vereinbarten Entente cordiale zwischen dem Vereinigten Königreich und Frankreich. Da sowohl Lord Desborough als auch Pierre de Coubertin im Organisationskomitee der Messe vertreten waren, bot es sich an, die beiden Veranstaltungen zusammen durchzuführen und so Synergien zu nutzen. Mit einer Konzentration der wichtigsten Sportarten auf zwei „Stadionwochen“ im Juli stellten die Organisatoren sicher, dass die sportlichen Wettkämpfe nicht zu einem unbedeutenden Anhängsel der Messe degradiert wurden.
Das Messegelände lag im westlichen Londoner Stadtteil White City. Das White City Stadium, das bis in die 1920er Jahre einfach als „The Stadium“ bezeichnet wurde, entstand am östlichen Rand des Geländes. Die Bauarbeiten am Stadion begannen am 31. Juli 1907 und dauerten rund neun Monate. Die Baukosten betrugen 44.000 £ und wurden von der Messeleitung übernommen, während die BOA die übrigen Kosten der Sportveranstaltungen trug. Die Messe begann am 14. Mai; am selben Tag betrat der Prince of Wales das Stadion und erklärte es für eröffnet. Als Generalprobe diente Ende Juni die Durchführung der britischen Leichtathletikmeisterschaften.

## Wettkampfstätten

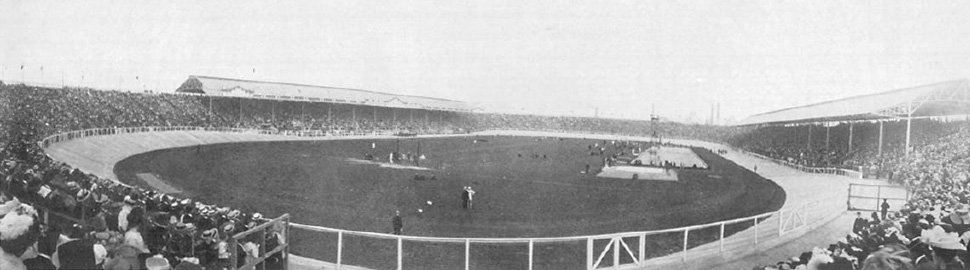
White City Stadium

Das White City Stadium, der zentrale Austragungsort, bot Platz für 66.288 Zuschauer, von denen knapp 20.000 Plätze überdacht waren. Den äußersten Teil des Innenraums bildete eine Radrennbahn aus Beton mit überhöhten Kurven. Innerhalb dieser schloss sich eine Aschenbahn für die Laufwettbewerbe an. Auf dem Innenfeld in den Kurveninnenräumen befanden sich Sprung- und Wurfanlagen, ein Spielfeld für Ballsportarten sowie ein ungeheiztes Schwimmbecken mit versenkbarem Sprungturm. Im White City Stadium wurden die Wettkämpfe im Bogenschießen, Fußball, Hockey, Lacrosse, Radsport, Ringen, Rugby, Schwimmen, Tauziehen, Turnen, Wasserball und Wasserspringen sowie der Leichtathletik ausgetragen. Den Fechtern stand ein großes Zelt zur Verfügung, das auf dem Innenfeld aufgestellt wurde.
Die Organisatoren griffen für die übrigen Sportarten auf bereits bestehende Anlagen zurück. Die Wettkämpfe im Frühling fanden alle auf den Anlagen exklusiver Sportclubs im Westen Londons statt: das Poloturnier im Hurlingham Club und Rackets, Hallentennis und Jeu de Paume im Queen’s Club. Für das Rasentennis war ursprünglich ebenfalls das White City Stadium vorgesehen, doch der Boden war zu uneben, um darauf spielen zu können. Aus diesem Grund wich man auf den All England Lawn Tennis and Croquet Club aus, dem Austragungsort des Wimbledon-Tennisturniers. Die Wettbewerbe im Schießen waren auf zwei Standorte verteilt. Die Gewehr- und Pistolendisziplinen fanden in Bisley in der Grafschaft Surrey, das Tontaubenschießen im Uxendon Shooting School Club bei Harrow in der Grafschaft Middlesex statt.
Die Wettbewerbe im Rudern wurden auf der traditionsreichen Strecke der Henley Royal Regatta auf der Themse bei Henley-on-Thames ausgetragen. Die Segelwettbewerbe waren ebenfalls auf zwei Standorte verteilt; die drei kleineren Bootsklassen im Solent vor der Isle of Wight, die größte Bootsklasse im Firth of Clyde an der Westküste Schottlands. Die Motorbootrennen fanden im Southampton Water statt, einem schmalen Meeresarm vor der Stadt Southampton.
Eine Sporthalle des Northampton Institute, der heutigen City University, diente als Austragungsort der Wettkämpfe im Boxen. Da im Prince’s Skating Club im Stadtteil Knightsbridge die Möglichkeit bestand, Eis künstlich zu erzeugen, war es erstmals möglich – 16 Jahre vor den ersten Winterspielen in Chamonix – mit Eiskunstlauf eine Wintersportart bei Olympischen Spielen durchzuführen.

## Teilnehmer

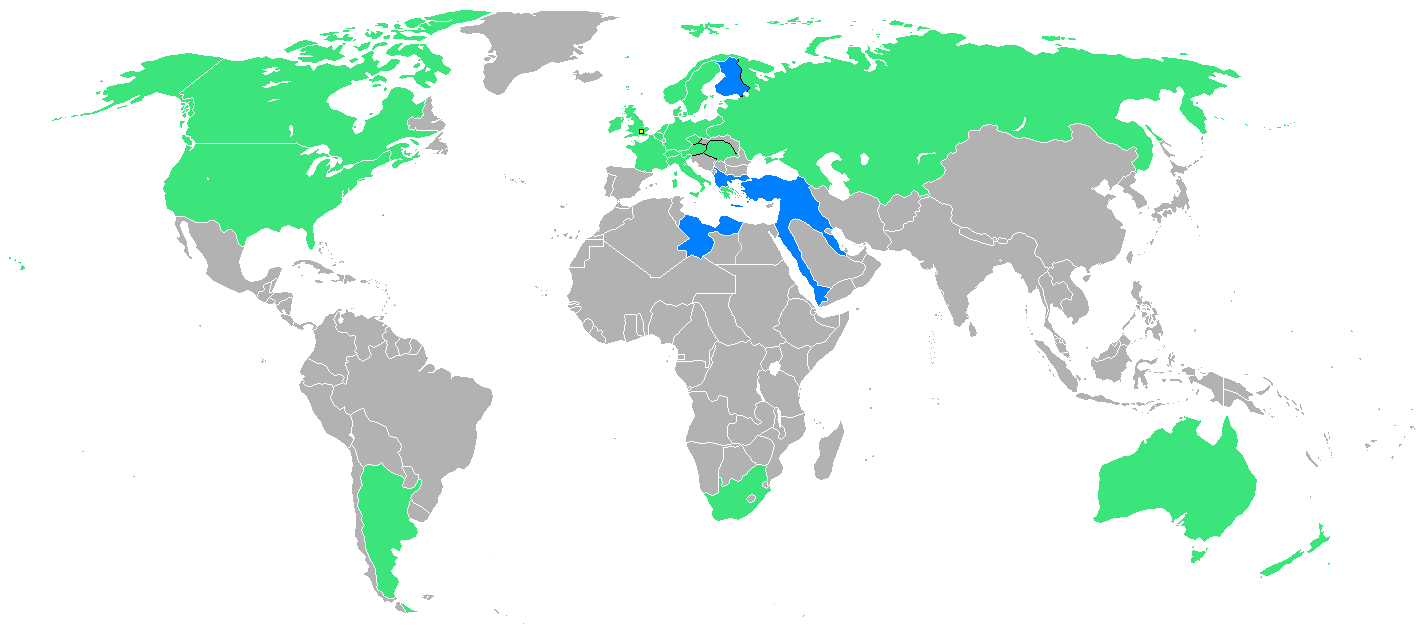
Teilnehmende Nationen
Grün: Mindestens zum zweiten Mal dabei
Blau: Erstmalige Teilnahme

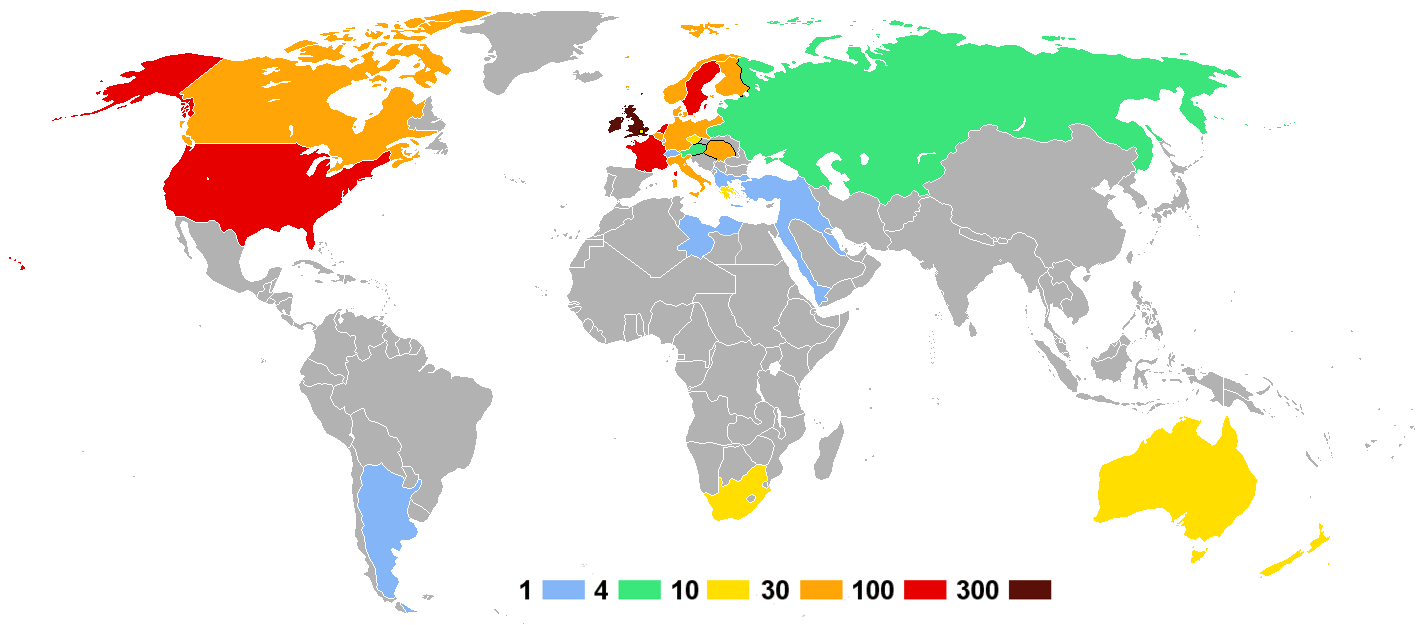
Anzahl der Athleten

| Europa (1.798 Athleten aus 18 Nationen)                                                                 | Europa (1.798 Athleten aus 18 Nationen)                                                                    | Europa (1.798 Athleten aus 18 Nationen)                                                                       |
| --- | --- | --- |
| - Belgien (77) - Böhmen (19) - Dänemark (77) - Deutsches Reich (81) - Finnland* (65) - Frankreich (215) | - Griechenland (20) - Großbritannien (737) - Island (1) - Italien (67) - Niederlande (118) - Norwegen (68) | - Osmanisches Reich* (1) - Österreich (7) - Russisches Reich (6) - Schweden (172) - Schweiz (1) - Ungarn (66) |
| Amerika (211 Athleten aus 3 Nationen)                                                                   | | |
| - Argentinien (1)                                                                                       | - Kanada (88)                                                                                              | - Vereinigte Staaten (122)                                                                                    |
| Ozeanien (29 Athleten aus 1 Nation)                                                                     | | |
| - Australasien* (29)                                                                                    | | |
| Afrika (14 Athleten aus 1 Nation)                                                                       | | |
| - Südafrika (14)                                                                                        | | |
| (Anzahl der Athleten) * erstmalige Teilnahme an Olympischen Sommerspielen                               | | |

Böhmen, Österreich und Ungarn waren zwar Bestandteile des Staates Österreich-Ungarn, doch wurden die Resultate von Sportlern dieser Länder in den Statistiken getrennt geführt. Zu den ungarischen Resultaten werden gemäß der damaligen territorialen Ausdehnung Ungarns auch die Resultate von Athleten aus der Vojvodina und der Slowakei hinzugerechnet. Die Regierung in Wien forderte kurz vor Beginn der jeweiligen Turniere die Fußballmannschaften Böhmens und Ungarns sowie die Wasserballmannschaften Österreichs und Ungarns auf, ihre Anmeldungen zurückzuziehen, weil sie eine Zunahme nationalistischer Tendenzen beim möglichen Aufeinandertreffen von Mannschaften der einzelnen Reichsteile befürchtete.
25 Sportler aus Australien und vier aus Neuseeland bildeten unter der Bezeichnung Australasien eine gemeinsame Mannschaft mit einer eigens zu diesem Zweck geschaffenen Flagge. Diese organisatorische Maßnahme war auch 1912 in Kraft; erst seit 1920 treten beide Länder getrennt auf. Finnland und Russland waren in Personalunion miteinander verbundene Staaten, sandten jedoch getrennte Mannschaften. Zahlreiche irische Sportler weigerten sich, für das Vereinigte Königreich anzutreten und ließen sich zuvor in den USA einbürgern.
Als Mitglied der Mannschaft Dänemarks nahm erstmals ein Sportler aus dem damals noch nicht unabhängigen Island an Olympischen Spielen teil. Das Osmanische Reich war möglicherweise mit dem griechischstämmigen Türken Aleko Moullos vertreten. Der offizielle Bericht nennt ihn als Teilnehmer beim Einzelmehrkampf der Turner, sein Ergebnis wurde jedoch nicht erfasst. Gesichert ist hingegen die erstmalige Teilnahme eines Sportlers aus Argentinien, des in England lebenden Eiskunstläufers Hector Torromé.
Es nahmen 43 Frauen teil. Diese waren lediglich in den Sportarten Bogenschießen, Eiskunstlauf, Segeln, Tennis und Motorbootrennen startberechtigt. Mehrere Frauenteams führten Gruppenübungen im Turnen vor, die jedoch als Demonstrationssportart betrachtet und deshalb nicht gewertet wurden.

## Medaillen und Auszeichnungen

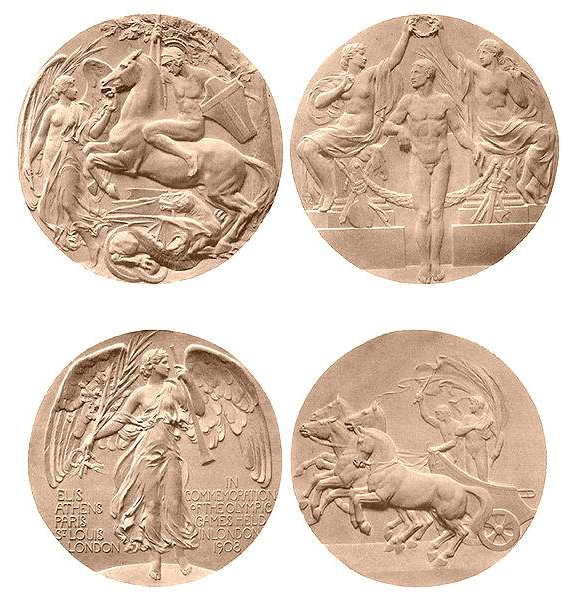
Vorder- und Rückseiten der Siegermedaillen (oben) und Erinnerungsmedaillen (unten)

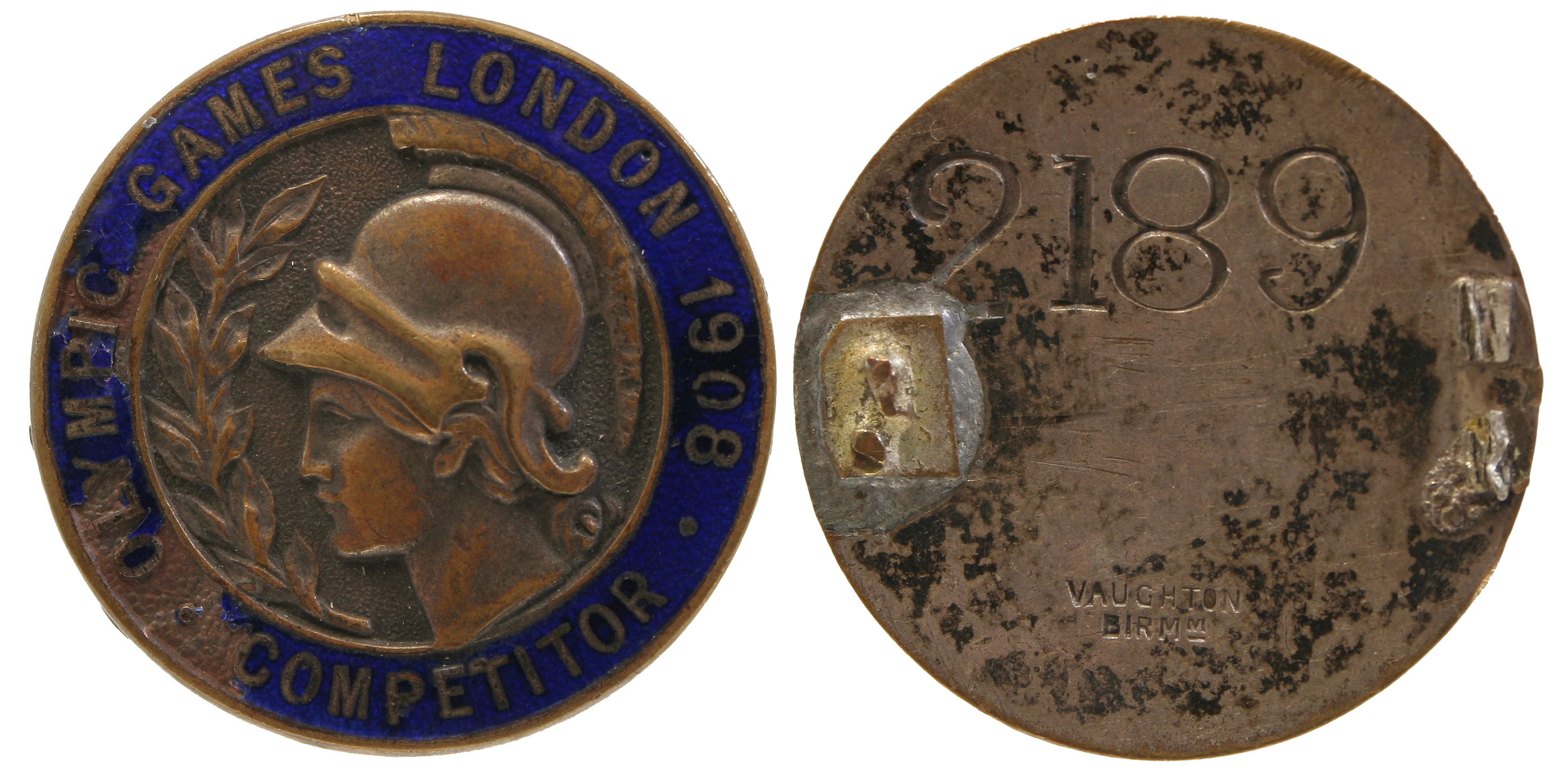
Teilnehmerabzeichen

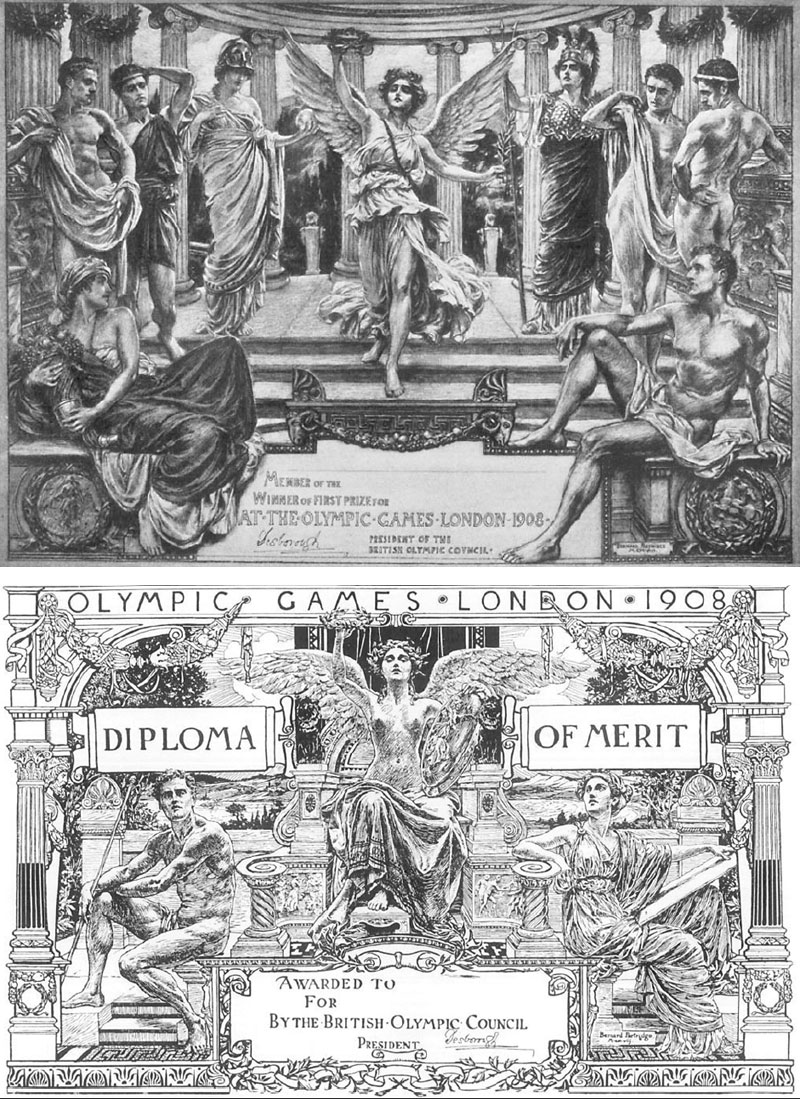
Sieger- und Verdienstdiplom

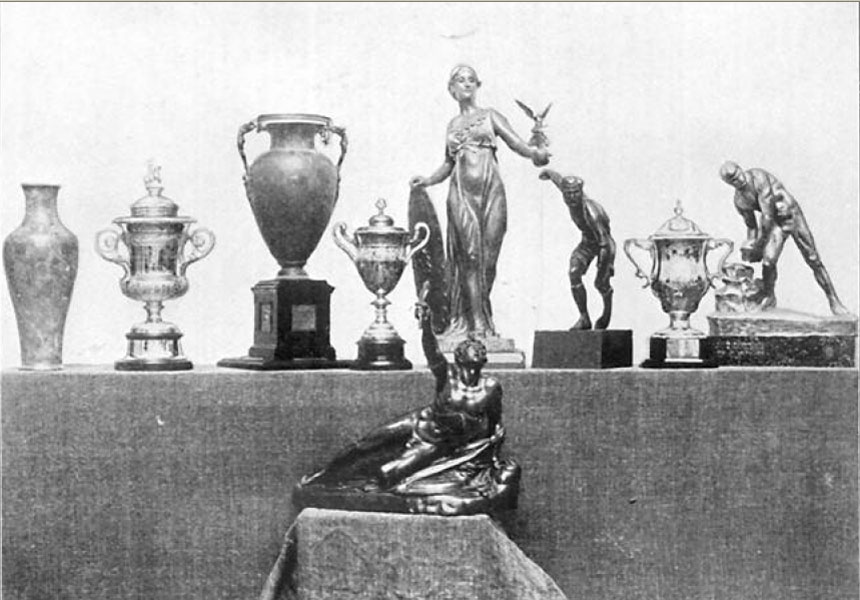
Neun der zwölf gestifteten Wanderpokale

Für die Olympischen Sommerspiele in London wurden insgesamt 250 Goldmedaillen sowie je 260 Silber- und Bronzemedaillen hergestellt. Ein Kunstkomitee beauftragte den australischen Bildhauer Edgar Bertram Mackennal mit der Gestaltung. Auf der Vorderseite ist der Heilige Georg als Allegorie Englands dargestellt, auf der Rückseite ein nackter Athlet, der von zwei Siegesgöttinnen mit Lorbeer bekränzt wird. Auf den Medaillenkanten sind die Disziplin und der Name des Medaillengewinners eingraviert. Die Medaillen wurden den Siegern nicht umgehängt, sondern in kleinen farbigen Kästchen überreicht (rot für den Sieger, dunkelblau für den Zweiten und gelb für den Dritten).
Neben den eigentlichen Siegermedaillen gab es auch kleinere Erinnerungsmedaillen für Organisatoren, Kampfrichter, diverse Gäste und alle teilnehmenden Sportler. Auf der Vorderseite ist eine geflügelte Ruhmesgöttin abgebildet, auf der Rückseite ein antikes Pferdegespann.
Der Grafiker John Bernard Partridge gestaltete zwei verschiedene Diplome, die dem damaligen Zeitgeist des Neoklassizismus entsprachen. Dasjenige für die drei Erstplatzierten zeigt eine stehende, geflügelte Victoria, umgeben von Allegorien, die Griechenland und Großbritannien darstellen. Für Offizielle und vor allem für Athleten, die sich besonders hervorgetan, aber keine Medaille gewonnen hatten, wurde eine zweite Version mit einer sitzenden Victoria als Verdienstdiplom (diploma of merit) in einer Auflage von 500 Stück gedruckt.
Verschiedene Privatpersonen und Institutionen stifteten insgesamt zwölf Wanderpreise:
- Bronzestatue der Pallas Athene für den besten Achter im Rudern, gestiftet von Graf Eugenio Brunetta d’Usseaux, dem Vertreter Italiens im IOC
- Wanderpokal für den Sieger im 1500-Meter-Freistilschwimmens, ebenfalls von Graf Eugenio Brunetta d’Usseaux gestiftet
- Wanderpokal der Football Association für die beste Mannschaft des Fußballturniers
- Wanderpokal für den Sieger der Schwergewichtsklasse im griechisch-römischen Ringen, gestiftet von der Vereinigung der Londoner Gold- und Silberschmiede
- Wanderpokal des Hurlingham Polo Club für die Gewinner des Poloturniers
- für die Mannschaftssieger im Degenfechten die Pourtalès-Vase, die Nachbildung einer ionischen Amphore aus dem 5. Jahrhundert v. Chr., gestiftet vom britischen Fechtverband
- Wanderpokal des Prince of Wales für den Sieger im 100-Kilometer-Bahnradrennen
- Wanderpokal von Lord Westbury für den besten Schützen im Tontaubenschießen
- Wanderpokal des griechischen Kronprinzen Konstantin für den Sieger im Marathonlauf
- Wanderpokal der Stadt Prag für die beste Turnerriege im Mannschaftsmehrkampf
- Montgomery-Statuette für den besten Diskuswerfer
- Sèvres-Vase für die siegreiche Segelmannschaft in der 6-Meter-Klasse, gestiftet vom französischen Staatspräsidenten Armand Fallières

## Wettkampfprogramm
Es wurden 109 Wettkämpfe (100 für Männer, 4 für Frauen, 1 Mixed-Wettbewerb und vier offene Wettbewerbe) in 22 Sportarten/24 Disziplinen ausgetragen. Das waren 15 Wettbewerbe und 6 Sportarten/7 Disziplinen mehr als in Saint Louis 1904. Nachfolgend die Änderungen im Detail:
- Im Bogenschießen wurden die York Round und Continental Round für Männer ins Programm genommen – es entfielen Double York Round, Double American Round und Team American Round für Männer – für Frauen entfielen die Double Columbia Round und Team Round.
- Beim Boxen entfielen die beiden Gewichtsklassen Fliegen- und Weltergewicht für Männer.
- Im Fechten wurden Säbel Mannschaft und Degen Mannschaft für Männer hinzugefügt – es entfielen Florett Einzel, Florett Mannschaft und Singlesticks für Männer.
- Gewichtheben (2 Wettkämpfe) und Golf (2 Wettkämpfe) fehlten im olympischen Programm.
- Hockey und Jeu de Paume wurden ins olympische Programm aufgenommen.
- In der Leichtathletik erweiterten Speerwurf, Speerwurf (Freistil), 5 Meilen, olympische Staffel, 3500 m Gehen, 10 Meilen Gehen, Diskuswurf (antiker Stil), Dreikampf und Mehrkampf für Männer das Programm – die 3200 m Hindernis ersetzten die 2590 m Hindernis und 3 Meilen ersetzten die 4 Meilen – es entfielen 60 m, 200 m Hürden, Dreisprung aus dem Stand und Gewichtweitwurf.
- Motorbootsport wurde mit Bootsklassen A 40 Meilen, B 40 Meilen und C 40 Meilen olympisch.
- Polo und Rugby Union waren wieder im olympischen Programm, nachdem sie in Saint Louis 1904 fehlten.
- Rackets wurde mit Einzel und Doppel ins olympische Programm aufgenommen.
- Der Radsport war mit der Disziplin Bahnradsport im olympischen Programm. Das Programm wurde durch 660 Yards, 5 km, 20 km, Mannschaftsverfolgung und Tandem erweitert – 100 km und Sprint wurden wieder eingeführt – hingegen entfielen die ¼ Meile, ⅓ Meile, ½ Meile, 1 Meile, 2 Meilen, 5 Meilen und die 25 Meilen.
- Beim Ringen wurde die Disziplin Freistilringen um die Gewichtsklasse Mittelgewicht für Männer erweitert – hingegen entfielen Fliegen-, Papier- und Weltergewicht. Die Disziplin griechisch-römisch war mit den Gewichtsklassen Leicht-, Mittel-, Halbschwer- und Schwergewicht wieder olympisch.
- Roque wurde aus dem olympischen Programm gestrichen.
- Im Rudern entfiel der Doppelzweier für Männer.
- Schießen war wieder im olympischen Programm, nachdem es in Saint Louis 1904 fehlte. Das Programm wurde durch Trap Mannschaft, Armeegewehr 6 Distanzen Mannschaft, Freies Gewehr Dreistellungskampf 300 m, Freies Gewehr Dreistellungskampf 300 m Mannschaft, Kleinkalibergewehr liegend 50 m Mannschaft, Kleinkalibergewehr festes Ziel, Kleinkalibergewehr bewegliches Ziel, Kleinkalibergewehr verschwindendes Ziel, Kleinkalibergewehr Laufender Hirsch 100 m Einzelschuss, Kleinkalibergewehr Laufender Hirsch 100 m Einzelschuss Mannschaft, Kleinkalibergewehr Laufender Hirsch 100 m Doppelschuss und Freies Gewehr 1000 Yards erweitert – Trap, Freie Pistole 50 m und Freie Pistole 50 m Mannschaft wurden wieder eingeführt.
- Beim Schwimmen wurde das Programm um die 400 m Freistil, 1500 m Freistil, 4 × 200 m Freistil Staffel, 100 m Rücken um 200 m Brust erweitert – die 100 m Freistil wurden wieder eingeführt – hingegen entfielen die 50 Yards Freistil, 100 Yards Freistil, 220 Yards Freistil, 440 Yards Freistil, 880 Yards Freistil, 1 Meile Freistil, 4 × 50 Yards Freistil Staffel, 100 Yards Rücken und 440 Yards Brust.
- Wasserball war wieder olympisch, nachdem es in Saint Louis 1904 nur Demonstrationssportart war.
- Im Wasserspringen kam Kunstspringen vom 3-m-Brett für die Männer hinzu – hingegen fiel Kopfweitsprung für Männer weg.
- Segeln war mit den offenen Bootsklassen 6 m, 7 m, 8 m und 12 m wieder im olympischen Programm.
- Beim Tennis erweiterten das Dameneinzel Halle, Herreneinzel Halle, Herrendoppel Halle das Programm – das Dameneinzel war wieder im Programm.
- Im Gerätturnen entfielen die Geräte Barren, Pauschenpferd, Reck, Ringe und Sprung für Männer – darüber hinaus entfielen Keulenschwingen, Tauhangeln und die Kombinationswettbewerbe (Dreikampf und Viererkombination) für Männer.
- Mit Eiskunstlauf wurde eine Wintersportart zum ersten Mal ins olympische Programm aufgenommen. Im Programm waren Herren Einzel, Damen Einzel, Paarlauf und für Herren noch Spezialfiguren.

### Olympische Sportarten/Disziplinen
- Bogenschießen Gesamt (3) = Männer (2)/Frauen (1)
- Boxen Gesamt (5) = Männer (5)
- Eiskunstlauf Gesamt (4) = Männer (2)/Frauen (1)/Mixed (1)
- Fechten Gesamt (4) = Männer (4)
- Fußball Gesamt (1) = Männer (1)
- Hockey Gesamt (1) = Männer (1)
- Jeu de Paume Gesamt (1) = Männer (1)
- Lacrosse Gesamt (1) = Männer (1)
- Leichtathletik Gesamt (26) = Männer (26)
- Motorbootsport Gesamt (3) = Männer (3)
- Polo Gesamt (1) = Männer (1)
- Rackets Gesamt (2) = Männer (2)
- Radsport Gesamt (7) = Männer (7)
- Ringen
  -  Freistil Gesamt (5) = Männer (5)
  -  Griechisch-römisch Gesamt (4) = Männer (4)
- Rudern Gesamt (4) = Männer (4)
- Rugby Union Gesamt (1) = Männer (1)
- Schießen Gesamt (15) = Männer (15)
- Schwimmsport
  -  Schwimmen Gesamt (6) = Männer (6)
  -  Wasserball Gesamt (1) = Männer (1)
  -  Wasserspringen Gesamt (2) = Männer (2)
- Segeln Gesamt (4) = Offen (4)
- Tauziehen Gesamt (1) = Männer (1)
- Tennis Gesamt (6) = Männer (4)/Frauen (2)
- Turnen Gesamt (2) = Männer (2)

Anzahl der Wettkämpfe in Klammern

### Zeitplan

#### April/Mai/Juni
| Zeitplan         | Zeitplan         | Zeitplan | Zeitplan | Zeitplan | Zeitplan | Zeitplan | Zeitplan | Zeitplan | Zeitplan | Zeitplan | Zeitplan | Zeitplan | Zeitplan | Zeitplan | Zeitplan | Zeitplan | Zeitplan | Zeitplan | Zeitplan | Zeitplan | Zeitplan | Zeitplan | Zeitplan | Zeitplan | Zeitplan           |
| Disziplin        | Disziplin        | Mo. 27.  | Di. 28.  | Mi. 29.  | Do. 30.  | Fr. 1.   | ...      | Mi. 6.   | Do. 7.   | Fr. 8.   | Sa. 9.   | So. 10.  | Mo. 11.  | ...      | Mo. 18.  | Di. 19.  | Mi. 20.  | Do. 21.  | Fr. 22.  | Sa. 23.  | ...      | Do. 18.  | ...      | So. 21.  | Ent- schei- dungen |
| Disziplin        | Disziplin        | April    | April    | April    | April    | Mai      | Mai      | Mai      | Mai      | Mai      | Mai      | Mai      | Mai      | Mai      | Mai      | Mai      | Mai      | Mai      | Mai      | Mai      | Juni     | Juni     | Juni     | Juni     | Ent- schei- dungen |
| ---------------- | ---------------- | -------- | -------- | -------- | -------- | -------- | -------- | -------- | -------- | -------- | -------- | -------- | -------- | -------- | -------- | -------- | -------- | -------- | -------- | -------- | -------- | -------- | -------- | -------- | ------------------ |
| Jeu de Paume     | Jeu de Paume     |          |          |          |          |          |          |          |          |          |          |          |          |          |          |          |          |          |          | 1        |          |          |          |          | 1                  |
| Polo             | Polo             |          |          |          |          |          |          |          |          |          |          |          |          |          |          |          |          |          |          |          |          |          |          | 1        | 1                  |
| Rackets          | Rackets          |          |          |          |          | 2        |          |          |          |          |          |          |          |          |          |          |          |          |          |          |          |          |          |          | 2                  |
| Tennis (Halle) 1 | Tennis (Halle) 1 |          |          |          |          |          |          |          |          |          | 1        |          | 2        |          |          |          |          |          |          |          |          |          |          |          | 3                  |
| Entscheidungen   | Entscheidungen   |          |          |          |          | 2        |          |          |          |          | 1        |          | 2        |          |          |          |          |          |          | 1        |          |          |          | 1        | 7                  |
|                  |                  | Mo. 27.  | Di. 28.  | Mi. 29.  | Do. 30.  | Fr. 1.   | ...      | Mi. 6.   | Do. 7.   | Fr. 8.   | Sa. 9.   | So. 10.  | Mo. 11.  | ...      | Mo. 18.  | Di. 19.  | Mi. 20.  | Do. 21.  | Fr. 22.  | Sa. 23.  | ...      | Do. 18.  | ...      | So. 21.  |                    |
| April            | April            | April    | April    | Mai      | Mai      | Mai      | Mai      | Mai      | Mai      | Mai      | Mai      | Mai      | Mai      | Mai      | Mai      | Mai      | Mai      | Mai      | Juni     | Juni     | Juni     | Juni     |          |          |                    |

#### Juli/August
| Zeitplan        | Zeitplan        | Zeitplan | Zeitplan | Zeitplan | Zeitplan | Zeitplan | Zeitplan | Zeitplan | Zeitplan | Zeitplan | Zeitplan | Zeitplan | Zeitplan | Zeitplan | Zeitplan | Zeitplan | Zeitplan | Zeitplan | Zeitplan | Zeitplan | Zeitplan | Zeitplan | Zeitplan | Zeitplan | Zeitplan | Zeitplan | Zeitplan | Zeitplan | Zeitplan | Zeitplan | Zeitplan | Zeitplan | Zeitplan | Zeitplan           |
| Disziplin       | Disziplin       | Mo. 6.   | Di. 7.   | Mi. 8.   | Do. 9.   | Fr. 10.  | Sa. 11.  | So. 12.  | Mo. 13.  | Di. 14.  | Mi. 15.  | Do. 16.  | Fr. 17.  | Sa. 18.  | So. 19.  | Mo. 20.  | Di. 21.  | Mi. 22.  | Do. 23.  | Fr. 24.  | Sa. 25.  | So. 26.  | Mo. 27.  | Di. 28.  | Mi. 29.  | Do. 30.  | Fr. 31.  | ...      | Di. 11.  | Mi. 12.  | ...      | Fr. 28.  | Sa. 29.  | Ent- schei- dungen |
| Disziplin       | Disziplin       | Juli     | Juli     | Juli     | Juli     | Juli     | Juli     | Juli     | Juli     | Juli     | Juli     | Juli     | Juli     | Juli     | Juli     | Juli     | Juli     | Juli     | Juli     | Juli     | Juli     | Juli     | Juli     | Juli     | Juli     | Juli     | Juli     | August   | August   | August   | August   | August   | August   | Ent- schei- dungen |
| --------------- | --------------- | -------- | -------- | -------- | -------- | -------- | -------- | -------- | -------- | -------- | -------- | -------- | -------- | -------- | -------- | -------- | -------- | -------- | -------- | -------- | -------- | -------- | -------- | -------- | -------- | -------- | -------- | -------- | -------- | -------- | -------- | -------- | -------- | ------------------ |
| Eröffnungsfeier |                 |          |          |          |          |          |          |          |          |          |          |          |          |          |          |          |          |          |          |          |          |          |          |          |          |          |          |          |          |          |          |          |          |                    |
| Bogenschießen   | Bogenschießen   |          |          |          |          |          |          |          |          |          |          |          |          | 2        |          | 1        |          |          |          |          |          |          |          |          |          |          |          |          |          |          |          |          |          | 3                  |
| Fechten         | Fechten         |          |          |          |          |          |          |          |          |          |          |          |          |          |          |          |          |          | 2        | 2        |          |          |          |          |          |          |          |          |          |          |          |          |          | 4                  |
| Leichtathletik  | Leichtathletik  |          |          |          |          |          |          |          |          | 3        | 2        | 2        | 2        | 3        |          | 1        | 2        | 3        | 2        | 2        | 4        |          |          |          |          |          |          |          |          |          |          |          |          | 26                 |
| Motorbootrennen | Motorbootrennen |          |          |          |          |          |          |          |          |          |          |          |          |          |          |          |          |          |          |          |          |          |          |          |          |          |          |          |          |          |          | 1        | 2        | 3                  |
| Radsport        | Radsport        |          |          |          |          |          |          |          |          | 1        | 2        |          | 1        | 2        |          |          |          |          |          |          |          |          |          |          |          |          |          |          |          |          |          |          |          | 6                  |
| Ringen          | Freistil        |          |          |          |          |          |          |          |          |          |          |          |          |          |          | 1        |          | 2        | 1        | 1        |          |          |          |          |          |          |          |          |          |          |          |          |          | 5                  |
| Ringen          | Griech.-röm.    |          |          |          |          |          |          |          |          |          |          |          |          |          |          |          |          | 1        |          | 1        | 2        |          |          |          |          |          |          |          |          |          |          |          |          | 4                  |
| Rudern          | Rudern          |          |          |          |          |          |          |          |          |          |          |          |          |          |          |          |          |          |          |          |          |          |          |          |          |          | 4        |          |          |          |          |          |          | 4                  |
| Schießen        | Schießen        |          |          |          | 2        | 4        | 9        |          |          |          |          |          |          |          |          |          |          |          |          |          |          |          |          |          |          |          |          |          |          |          |          |          |          | 15                 |
| Schwimm-sport   | Schwimmen       |          |          |          |          |          |          |          |          |          |          | 1        | 1        | 1        |          | 1        |          |          |          | 1        | 1        |          |          |          |          |          |          |          |          |          |          |          |          | 6                  |
| Schwimm-sport   | Wasserball      |          |          |          |          |          |          |          |          |          |          |          |          |          |          |          |          | 1        |          |          |          |          |          |          |          |          |          |          |          |          |          |          |          | 1                  |
| Schwimm-sport   | Wasserspringen  |          |          |          |          |          |          |          |          |          |          |          |          | 1        |          |          |          |          |          | 1        |          |          |          |          |          |          |          |          |          |          |          |          |          | 2                  |
| Segeln          | Segeln          |          |          |          |          |          |          |          |          |          |          |          |          |          |          |          |          |          |          |          |          |          |          | 1        | 2        |          |          |          |          | 1        |          |          |          | 4                  |
| Tauziehen       | Tauziehen       |          |          |          |          |          |          |          |          |          |          |          |          | 1        |          |          |          |          |          |          |          |          |          |          |          |          |          |          |          |          |          |          |          | 1                  |
| Tennis          | Tennis          |          |          |          |          |          | 3        |          |          |          |          |          |          |          |          |          |          |          |          |          |          |          |          |          |          |          |          |          |          |          |          |          |          | 3                  |
| Turnen          | Turnen          |          |          |          |          |          |          |          |          |          | 1        | 1        |          |          |          |          |          |          |          |          |          |          |          |          |          |          |          |          |          |          |          |          |          | 2                  |
| Schlussfeier    |                 |          |          |          |          |          |          |          |          |          |          |          |          |          |          |          |          |          |          |          |          |          |          |          |          |          |          |          |          |          |          |          |          |                    |
| Entscheidungen  | Entscheidungen  |          |          |          | 2        | 4        | 12       |          |          | 4        | 5        | 4        | 4        | 10       |          | 4        | 2        | 7        | 5        | 8        | 7        |          |          | 1        | 2        |          | 4        |          |          | 1        |          | 1        | 2        | 89                 |
|                 |                 | Mo. 6.   | Di. 7.   | Mi. 8.   | Do. 9.   | Fr. 10.  | Sa. 11.  | So. 12.  | Mo. 13.  | Di. 14.  | Mi. 15.  | Do. 16.  | Fr. 17.  | Sa. 18.  | So. 19.  | Mo. 20.  | Di. 21.  | Mi. 22.  | Do. 23.  | Fr. 24.  | Sa. 25.  | So. 26.  | Mo. 27.  | Di. 28.  | Mi. 29.  | Do. 30.  | Fr. 31.  | ...      | Di. 11.  | Mi. 12.  | ...      | Fr. 28.  | Sa. 29.  |                    |
| Juli            | Juli            | Juli     | Juli     | Juli     | Juli     | Juli     | Juli     | Juli     | Juli     | Juli     | Juli     | Juli     | Juli     | Juli     | Juli     | Juli     | Juli     | Juli     | Juli     | Juli     | Juli     | Juli     | Juli     | Juli     | Juli     | August   | August   | August   | August   | August   | August   |          |          |                    |

#### Oktober
| Zeitplan                           | Zeitplan       | Zeitplan | Zeitplan | Zeitplan | Zeitplan | Zeitplan | Zeitplan | Zeitplan | Zeitplan | Zeitplan | Zeitplan | Zeitplan | Zeitplan | Zeitplan | Zeitplan           |
| Disziplin                          | Disziplin      | Mo. 19.  | Di. 20.  | Mi. 21.  | Do. 22.  | Fr. 23.  | Sa. 24.  | So. 25.  | Mo. 26.  | Di. 27.  | Mi. 28.  | Do. 29.  | Fr. 30.  | Sa. 31.  | Ent- schei- dungen |
| Disziplin                          | Disziplin      | Oktober  | Oktober  | Oktober  | Oktober  | Oktober  | Oktober  | Oktober  | Oktober  | Oktober  | Oktober  | Oktober  | Oktober  | Oktober  | Ent- schei- dungen |
| ---------------------------------- | -------------- | -------- | -------- | -------- | -------- | -------- | -------- | -------- | -------- | -------- | -------- | -------- | -------- | -------- | ------------------ |
| Boxen                              | Boxen          |          |          |          |          |          |          |          |          | 5        |          |          |          |          | 5                  |
| Fußball                            | Fußball        |          |          |          |          |          | 1        |          |          |          |          |          |          |          | 1                  |
| Hockey                             | Hockey         |          |          |          |          |          |          |          |          |          |          |          |          | 1        | 1                  |
| Lacrosse                           | Lacrosse       |          |          |          |          |          | 1        |          |          |          |          |          |          |          | 1                  |
| Rugby Union                        | Rugby Union    | 1        |          |          |          |          |          |          |          |          |          |          |          |          | 1                  |
| Schlussbankett                     |                |          |          |          |          |          |          |          |          |          |          |          |          |          |                    |
| Wintersportarten bei Sommerspielen |                |          |          |          |          |          |          |          |          |          |          |          |          |          |                    |
| Eiskunstlauf                       | Eiskunstlauf   |          |          |          |          |          |          |          |          |          |          | 4        |          |          | 4                  |
| Entscheidungen                     | Entscheidungen | 1        |          |          |          |          | 2        |          |          | 5        |          | 4        |          | 1        | 13                 |
|                                    |                | Mo. 19.  | Di. 20.  | Mi. 21.  | Do. 22.  | Fr. 23.  | Sa. 24.  | So. 25.  | Mo. 26.  | Di. 27.  | Mi. 28.  | Do. 29.  | Fr. 30.  | Sa. 31.  |                    |
| Oktober                            |                |          |          |          |          |          |          |          |          |          |          |          |          |          |                    |

Farblegende

## Zeremonien

### Eröffnungsfeier

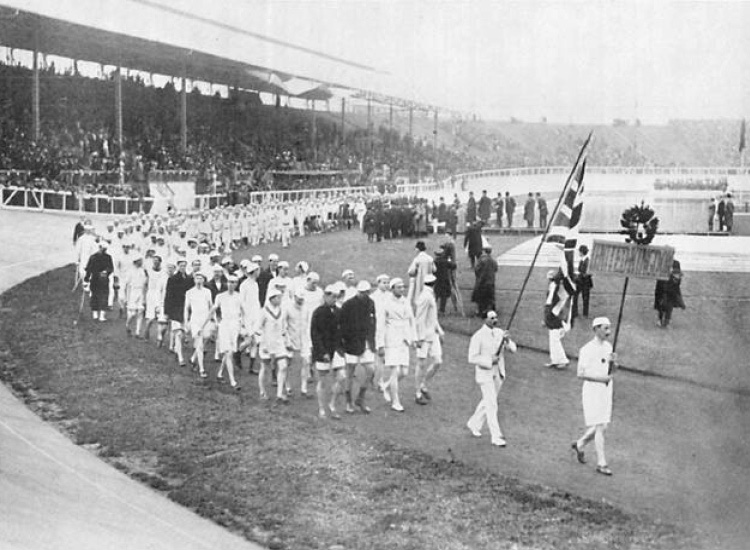
Einmarsch der britischen Athleten während der Eröffnungsfeier

Die sportlichen Wettkämpfe in einzelnen Sportarten hatten zwar bereits am 27. April begonnen, kamen jedoch ohne besonderes Zeremoniell aus. Eine Eröffnungsfeier mit offiziellem Charakter fand erst am 13. Juli zu Beginn der beiden „Stadionwochen“ im White City Stadium statt. Ehrengäste waren an diesem Montagnachmittag neben Vertretern der britischen Königsfamilie auch die Kronprinzen Griechenlands und Schwedens, der Maharadscha von Nepal, zahlreiche Angehörige des britischen Hochadels sowie die Botschafter Frankreichs, Russlands, Österreichs und der Vereinigten Staaten.
Um 15:00 Uhr begann die Feier mit dem Einmarsch der Athleten. Dieser erfolgte gruppiert nach Nationen, in alphabetischer Reihenfolge (den Brauch, dass die Vertreter Griechenlands zuerst in das Stadion einmarschieren, gibt es erst seit 1928). Angeführt wurden die Mannschaften jeweils von einem Sportler, der ein Schild mit dem Landesnamen trug, gefolgt vom Fahnenträger. Die Sportler waren gebeten worden, in ihrer üblichen Sportbekleidung anzutreten, wodurch sich auch innerhalb der Mannschaften ein sehr vielfältiges Bild ergab. Die Berufssoldaten in der britischen Mannschaft erschienen in Uniform.
Die Mannschaften stellten sich im Innenraum des Stadions auf, mit Blickrichtung zur königlichen Loge. Vor den Sportlern versammelten sich die Vertreter des IOC und des BOA sowie ein „Ehrenkomitee“. König Edward VII. erhob sich und sprach die Eröffnungsformel:
„I declare the Olympic Games of London open.“ (Ich erkläre die Olympischen Spiele von London für eröffnet.)
Nachdem die Grenadier Guards die britische Nationalhymne gespielt hatten, senkten sich die Flaggen vor dem König. Nur der US-Amerikaner Ralph Rose weigerte sich, die Flagge zu senken. Ihm war aufgefallen, dass unter den rund um das Stadion gehissten Flaggen die amerikanische fehlte. Dabei handelte es sich offenbar um eine Nachlässigkeit der Organisatoren, denn auch die schwedische Flagge war nicht vorhanden. Seither sind die Amerikaner bei olympischen Eröffnungsfeiern stets so verfahren (1932 erließ der Kongress sogar ein Gesetz, welches das Senken der Flagge vor Personen oder Gegenständen ausdrücklich verbietet). Nach drei Hochrufen auf den König verließen die Sportler das Stadion und kurz darauf begannen die Wettbewerbe mit dem ersten Vorlauf über 1500 Meter.

### Schlussfeier

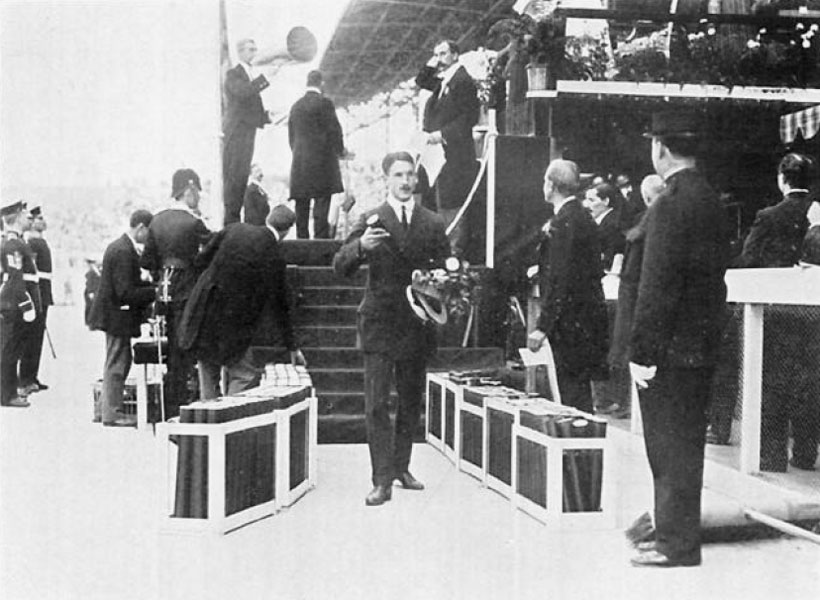
Wyndham Halswelle, der Olympiasieger im 400-Meter-Lauf, hat soeben seine Goldmedaille aus den Händen von Königin Alexandra erhalten

Am Nachmittag des 25. Juli, einem Samstag, fand die Schlussfeier der „Stadionwochen“ statt. Die erste Phase dauerte von 14:15 Uhr bis 15:30 Uhr und umfasste die Ehrung der Zweit- und Drittplatzierten sowie die Verleihung der Ehrendiplome und der Erinnerungsmedaillen. Untermalt von den Klängen der Marschkapellen der Irish Guards und der Grenadier Guards, die Volkslieder und die Nationalhymnen der beteiligten Länder spielten, überreichten die Herzogin von Rutland, die Herzogin von Westminster und Lady Desborough (die Ehefrau des OK-Präsidenten) die Auszeichnungen an die Sportler.
Während und nach dieser ersten Phase fanden verschiedene sportliche Demonstrationen statt. Um 16:15 Uhr war zudem der letzte Wettkampf, die olympische Staffel, beendet. Unmittelbar darauf begann die Verleihung der Goldmedaillen. Die Olympiasieger begaben sich einzeln zur königlichen Loge und erhielten ihre Auszeichnung aus den Händen von Königin Alexandra. Anschließend überreichte sie auch die verschiedenen Wanderpokale und alle Sieger versammelten sich vor der königlichen Loge. Mit drei Hochrufen auf die Königin und mit der britischen Nationalhymne endete die Zeremonie.

### Weitere Feiern
Die Ehrung der Sieger während der drei übrigen Veranstaltungsphasen durchgeführten Wettbewerbe fand jeweils in einem weit weniger aufwendigen Rahmen statt. Meist wurden die Medaillen unmittelbar nach Beendigung der Wettkämpfe durch Mitglieder des Organisationskomitees oder durch Verbandsvertreter verliehen. In einzelnen Fällen fand anschließend ein kleineres Bankett statt.
Am 31. Oktober, dem letzten Tag der Spiele und der Franco-British Exhibition, wurde im Londoner Holborn Restaurant ein feierliches Schlussbankett für die Offiziellen und die noch anwesenden Sportler veranstaltet. Geladen waren rund 500 Gäste. OK-Präsident Lord Desborough und vier weitere Gäste, darunter der Eiskunstläufer Ulrich Salchow, hielten Ansprachen. Nicht anwesend war IOC-Präsident Pierre de Coubertin, der wegen des Todes seines Vaters vorher nach Hause gereist war.

## Wettbewerbe

### Bogenschießen

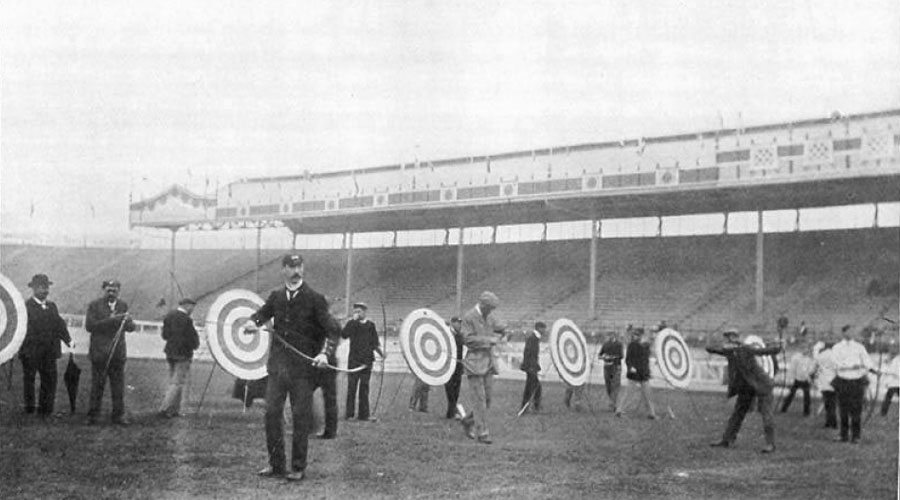
Bogenschützen in Aktion

Im Bogenschießen gab es zwei Wettbewerbe für Männer und einen für Frauen. Für die Organisation verantwortlich war die Royal Toxophilite Society. Widrige Wetterverhältnisse prägten das Geschehen und sorgten für mehrere Unterbrechungen. Am ersten Tag regnete es in Strömen und am zweiten Tag beeinträchtigten heftige Windböen die Zielgenauigkeit der Schützen.
Die Briten erwiesen sich in der York Round als haushoch überlegen. Der drittplatzierte US-Amerikaner John Penrose war der einzige Nichtbrite auf den ersten 15 Plätzen. Die Teilnehmer vom europäischen Festland waren mit den komplexen Regeln und den in Yards vermessenen Entfernungen nicht vertraut. Auf Wunsch der französischen Mannschaft wurde deshalb auch eine Continental Round mit metrischen Entfernungen durchgeführt. Am Ende führten sechs Franzosen das Klassement an. Mehrere Briten beteiligten sich auf Einladung der Franzosen außer Konkurrenz. Robert Backhouse erzielte dabei die zweithöchste Punktzahl; er erhielt zwar keine Medaille, dafür jedoch ein Ehrendiplom. Bei der National Round der Frauen beteiligten sich ausschließlich Britinnen, womit der Wettbewerb eher den Charakter einer nationalen Meisterschaft hatte.

### Boxen
Die fünf Wettbewerbe im Boxen fanden alle an einem einzigen Tag statt; in mehreren Fällen kam es vor, dass ein Finalist innerhalb weniger Stunden viermal antreten musste. Die Organisation übernahm die Amateur Boxing Association of England, deren Regelwerk auf den Queensberry-Regeln von 1867 basierte. Ein Kampf ging jeweils über drei Runden, von denen die beiden ersten Runden drei Minuten und die dritte Runde vier Minuten dauerten.
Die Wettbewerbe glichen englischen Meisterschaften mit ausländischer Beteiligung. Im offiziellen Bericht wurde die geringe Anzahl von Boxern aus dem Ausland mit dem Hinweis auf die Beteiligung schottischer und walisischer Boxer schöngeredet. Die Briten gewannen dann auch 14 von 15 möglichen Medaillen.
Einziger nichtbritischer Medaillengewinner war der Australier Reginald Baker, der im Mittelgewichtsfinale Johnny Douglas unterlag. Der Kampf war so knapp ausgegangen, dass später vielfach und hartnäckig behauptet wurde, die Kampfrichter hätten sich nicht auf einen Sieger einigen können und Douglas’ Vater habe als Hauptschiedsrichter den Kampf zugunsten seines Sohnes entschieden. Doch in Wirklichkeit war dieser in seiner Funktion als Verbandspräsident lediglich für die Vergabe der Medaillen zuständig. Als Baker 1952 in einem Interview behauptete, das Gerücht sei wahr, wurde es auch in vielen seriösen Publikationen als Fakt dargestellt. Erst 2004 konnte zweifelsfrei nachgewiesen werden, dass Douglas’ Sieg regelkonform gewesen war.

### Eiskunstlauf

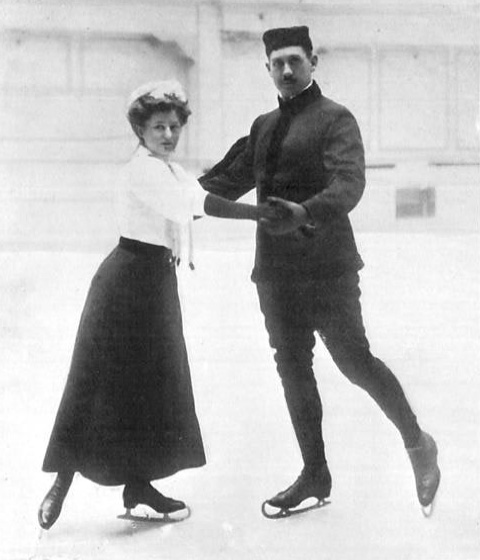
Anna Hübler und Heinrich Burger

Bereits bei der Gründung des IOC im Jahr 1894 hatte es Überlegungen gegeben, auch Wintersportarten ins olympische Programm aufzunehmen. Bis 1908 war dies aus geografischen und klimatischen Gründen jedoch nicht möglich gewesen. Die Technik im Prince’s Skating Rink war aber so weit fortgeschritten, dass bereits im Herbst eine künstliche Eisfläche erzeugt werden konnte. So fanden erstmals olympische Eiskunstlaufwettbewerbe statt.

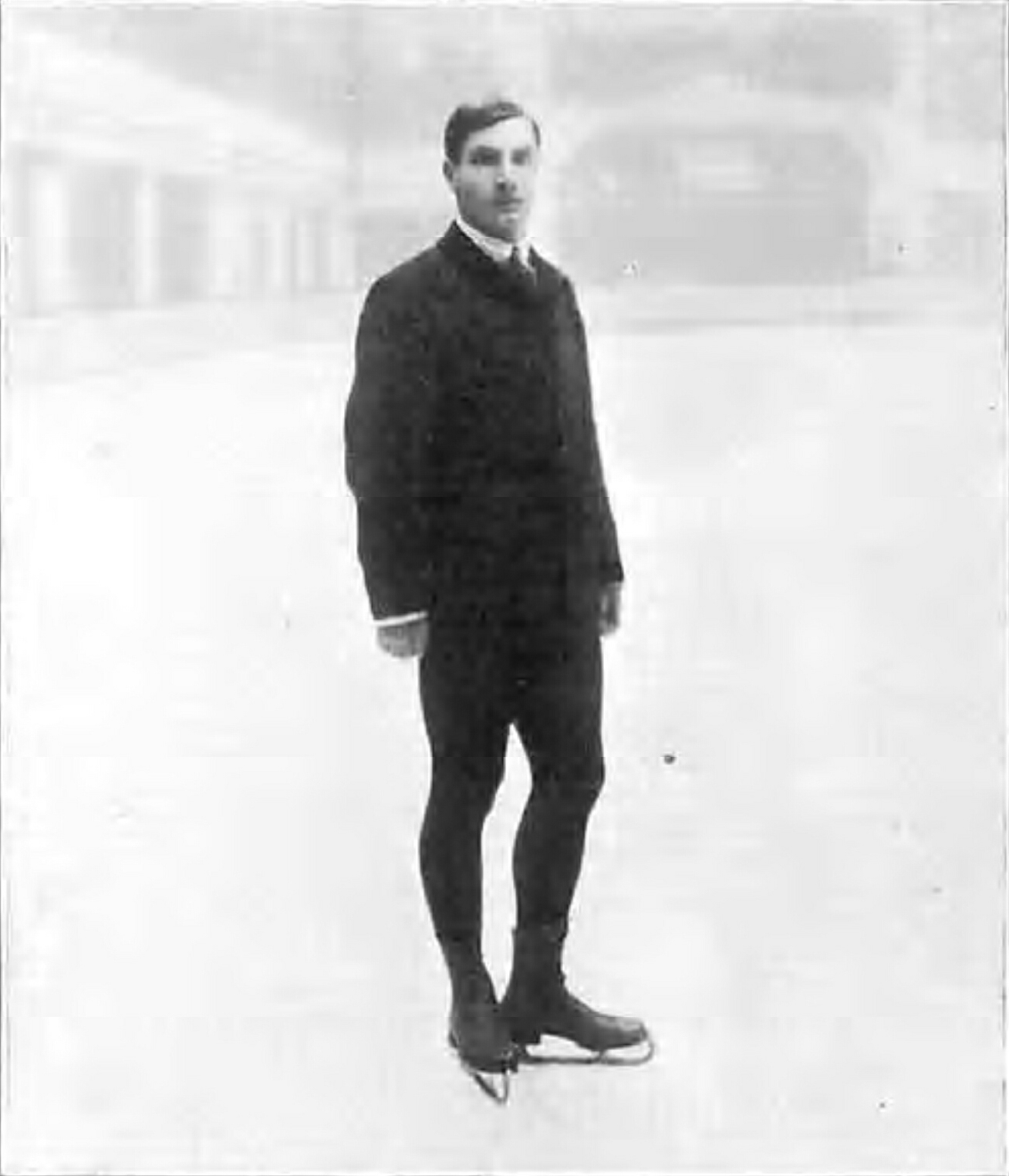
Ulrich Salchow, Schweden

Die Organisation hatte der britische Eislaufverband übernommen, es galt das Regelwerk der Internationalen Eislaufunion. Den Einzelwettbewerb der Männer gewann Ulrich Salchow, Weltmeister der Jahre 1901 bis 1911 und Erfinder des Salchow-Sprungs. Die Britin Madge Syers-Cave siegte im Einzelwettbewerb der Frauen und gewann im Paarlaufen zusammen mit ihrem Ehemann Edgar Syers auch die Bronzemedaille. Sieger im Paarlaufen wurden die Deutschen Anna Hübler und Heinrich Burger. Eine nur 1908 durchgeführte Disziplin war der Spezialfigurenwettbewerb der Männer. Ziel war es, im Voraus festgelegte symmetrische Figuren möglichst exakt und kunstvoll mit den Kufen ins Eis zu „zeichnen“. Olympiasieger wurde Nikolai Kolomenkin-Panin; den Einzelwettbewerb brach der Russe an zweiter Stelle liegend ab, weil er sich von den Wertungsrichtern ungerecht behandelt fühlte.

### Fechten
Bei den vier Wettbewerben im Fechten kamen die Regeln der Amateur Fencing Association of Great Britain and Ireland zur Anwendung. Erstmals waren die Fechtregeln in drei verschiedenen Sprachen (Englisch, Französisch und Deutsch) gedruckt worden. Dadurch konnten Probleme in der Regelauslegung, die an den drei vorangegangenen Olympischen Spielen aufgrund der Unterschiede zwischen der italienischen und der französischen Schule aufgetreten waren, weitgehend vermieden werden.
Im Degenfechten erwies sich der Franzose Gaston Alibert als überlegen. Er siegte sowohl mit der Mannschaft als auch in der Einzelwertung. Ebenso deutlich dominierte der Ungar Jenő Fuchs das Säbelfechten. Auch er gewann zweimal die Goldmedaille im Mannschafts- und im Einzelwettbewerb.
Zum ersten und einzigen Mal gab es 1908 in London keine Wettkämpfe mit dem Florett. Nach Meinung der Organisatoren hatte sich das Regelwerk dieser Disziplin in den einzelnen Ländern derart unterschiedlich entwickelt, dass internationale Wettkämpfe nicht möglich waren. Eine Entscheidung, die lediglich auf der Anzahl Treffer basiert hätte, wäre ihrer Meinung nach einer Herabwürdigung dieses Sports gleichgekommen. Stattdessen fand in den Prince’s Galleries am Piccadilly ein Demonstrationswettkampf ohne Wertung statt.

### Fußball

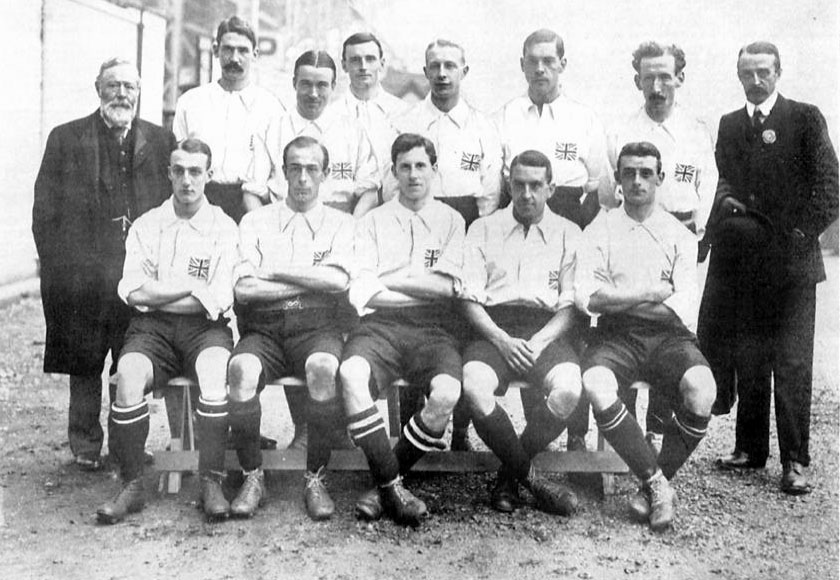
Die englische Fußballnationalmannschaft der Amateure

Erstmals nahmen bei einem olympischen Fußballturnier keine Vereinsmannschaften teil, sondern Nationalmannschaften, wobei Frankreich gleich mit zwei Teams vertreten war. Organisiert wurde der Wettbewerb von der englischen Football Association. Nach dem Rückzug Böhmens und Ungarns konnten nur zwei Viertelfinalspiele ausgetragen werden. Die englische Amateurnationalmannschaft, die das gesamte Vereinigte Königreich repräsentierte, schlug im Halbfinale die Niederlande mit 4:0. Im zweiten Halbfinale erwies sich Dänemark gegen die erste französische Mannschaft als haushoch überlegen und gewann mit 17:1, davon 10 Tore von Sophus Nielsen, der mit 11 Toren auch Torschützenkönig des Turniers wurde.
Nach diesem Debakel entschieden sich die Franzosen, ihre erste Mannschaft zurückzuziehen und nicht zum Spiel um Platz 3 anzutreten. An ihrer Stelle wurden die Schweden nachnominiert, die jedoch gegen die Niederlande 0:2 verloren. Im Finale vor 8.000 Zuschauern waren die Dänen den Engländern zumeist ebenbürtig, doch der Gastgeber und Favorit setzte sich durch Tore von Frederick Chapman (20.) und Vivian Woodward (46.) am Ende mit 2:0 durch.

### Hockey

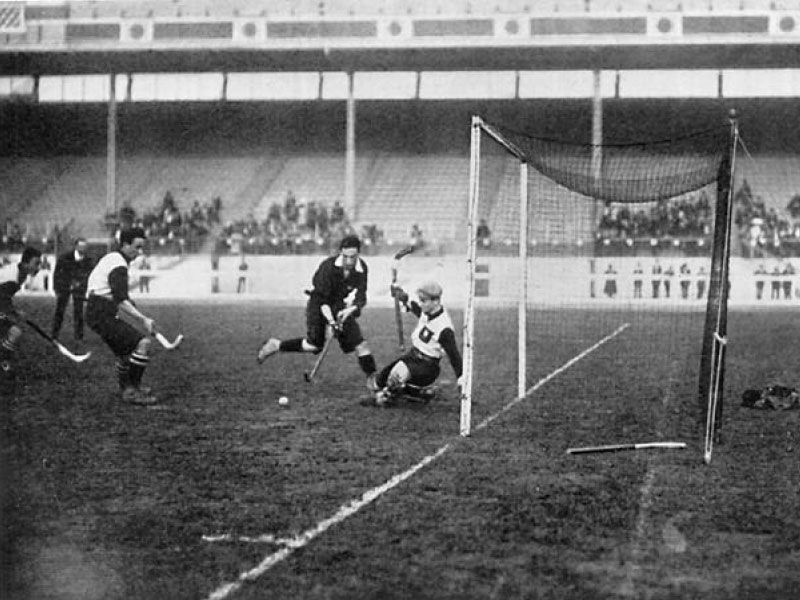
Die Schotten erzielen im Vorrundenspiel gegen die Deutschen ein Tor

Zum ersten Mal stand Hockey auf dem olympischen Programm. Am Turnier beteiligten sich alle vier britischen Verbände (England, Irland, Schottland und Wales) mit eigenen Mannschaften, die am Ende auch die ersten vier Plätze belegten. Die Mannschaften aus Frankreich und Deutschland (bis auf einen mit Spielern des Uhlenhorster HC) waren deutlich unterlegen.
Das Finale gewann England mit 8:1 gegen Irland. Da es kein Spiel um Platz 3 gab, erhielten sowohl die schottischen als auch die walisischen Spieler Bronzemedaillen. Vor dem Finale fand ein „extra match“ zwischen Frankreich und Deutschland statt. Dieses Spiel, das die Deutschen mit 1:0 für sich entschieden, gilt als Spiel um Platz 5; im offiziellen Bericht wird jedoch nicht explizit darauf hingewiesen.

### Jeu de Paume
Jeu de Paume, ein Vorläufer des modernen Tennis, war nur 1908 olympische Sportart. Eine Freiluftvariante namens Longue Paume war 1900 Demonstrationssportart gewesen. Real Tennis, wie Jeu de Paume in Großbritannien genannt wird, war 1928 nochmals Demonstrationssportart. Am Turnier im Queen’s Club nahmen lediglich elf Spieler teil, die jedoch nach Meinung der Organisatoren zu den Besten der Welt zählten. Die Goldmedaille gewann der US-Amerikaner Jay Gould II, Enkel des Eisenbahnspekulanten Jay Gould. Das Finale gegen den Briten Eustace Miles gewann er mit 6:5, 6:4, 6:4. Im Spiel um die Bronzemedaille setzte sich der Brite Neville Lytton mit 6:2, 6:4, 6:4 gegen seinen Landsmann Arthur Page durch.

### Lacrosse
Die ursprünglich von den nordamerikanischen Indianern entwickelte Ballsportart Lacrosse war nach 1904 zum zweiten, aber auch letzten Mal olympisch. Die Mannschaft aus Südafrika hatte ihre Anmeldung kurzfristig zurückgezogen, weshalb es nur ein einziges Spiel gab. Es fand im White City Stadium unmittelbar vor dem Finale des Fußballturniers statt. Nach anfänglich ausgeglichenem Spielverlauf gewann die kanadische Mannschaft mit 14:10 gegen die britische Auswahl.
Da in Kanada und Großbritannien leicht unterschiedliche Regeln galten, mussten sie für dieses eine Spiel angepasst werden. So war der Torraum etwas größer als in Großbritannien üblich, der Ball etwas leichter als in Kanada. Das Spiel war darüber hinaus in vier Viertel anstatt in zwei Halbzeiten unterteilt.

### Leichtathletik

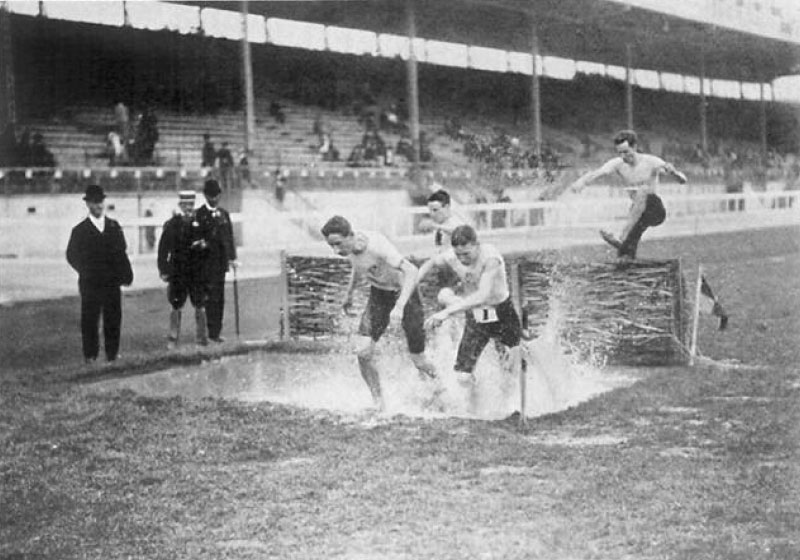
Der Wassergraben beim Hindernislauf

In der Leichtathletik fanden 26 Wettbewerbe statt. Darunter befanden sich Disziplinen, die längst in Vergessenheit geraten sind, so z. B. die olympische Staffel, die Standsprünge, und den Diskuswurf im „antiken Stil“ – vor dem eigentlichen Wurf stellte sich der Diskuswerfer dazu in „griechischer Haltung“ auf ein Podest, bevor er anschließend seinen Wurf wie gewohnt ausführte. Es galten die Bestimmungen der Amateur Athletic Association, dem damaligen britischen Leichtathletikverband.
Die Organisatoren erwiesen sich nicht als besonders flexibel: Die Vorläufe in den Laufdisziplinen waren bereits vor der definitiven Bestätigung der Anmeldungen ausgelost worden. Da zahlreiche Athleten aus verschiedenen Gründen auf den Start verzichteten, kam es in mehreren Fällen zu „walkovers“. Dies bedeutet, dass nur ein einziger Athlet am Start war, der ohne Konkurrenz seinen Lauf absolvierte und einfach nur ins Ziel gelangen musste.
Geprägt waren die Wettkämpfe von einer großen Rivalität zwischen britischen und US-amerikanischen Teilnehmern. Athleten aus diesen beiden Ländern gewannen insgesamt 23 von 27 Goldmedaillen (im Stabhochsprung gab es zwei Sieger). Die Amerikaner fühlten sich in vielen Fällen durch das auf die Vorlieben der britischen Athleten zugeschnittene Regelwerk und durch die Entscheide der nicht immer neutralen britischen Kampfrichter benachteiligt. Die zahlreichen Proteste der Amerikaner gegen die ihrer Ansicht nach unfaire Behandlung brachten das Publikum gegen sie auf, das demonstrativ sämtliche nichtamerikanischen Teilnehmer bejubelte. In den Streit mischte sich sogar der amerikanische Präsident Theodore Roosevelt über die Presse ein, wodurch hieraus ein erhebliches Politikum wurde. Diese Politisierung hatte auch Auswirkungen auf die folgenden Olympischen Spiele.
Die Wettkämpfe erreichten leistungsmäßig ein hohes Niveau. Es wurden vier Weltrekorde aufgestellt durch Mel Sheppard (USA) im 800-Meter-Lauf, Forrest Smithson (USA) über 110 Meter Hürden, Charles Bacon (USA) über 400 Meter Hürden und George Larner (GBR) im Gehen über 10 Meilen. Darüber hinaus gab es dreizehn olympische Rekorde, davon waren zwei eingestellt. Erfolgreichster Athlet war Mel Sheppard (USA), der über 800 und 1500 Meter sowie mit der olympischen Staffel die Goldmedaille gewann.

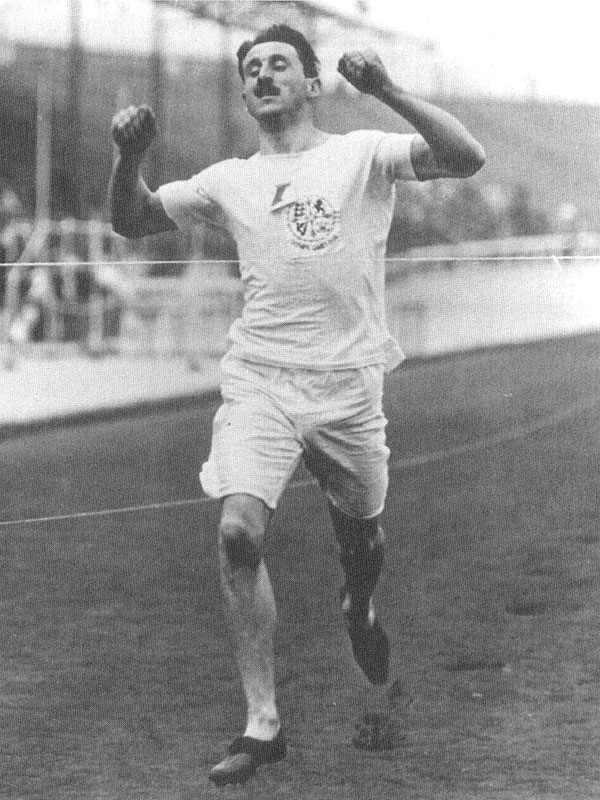
Wyndham Halswelle am Ziel des „Geisterrennens“

Das Finale des 400-Meter-Laufs gehört zu den umstrittensten Ereignissen der olympischen Geschichte. Der US-Amerikaner John Carpenter drängte auf der Zielgeraden den Briten Wyndham Halswelle von der Bahn, was gemäß amerikanischer Regeln durchaus erlaubt, gemäß britischer Regeln jedoch strengstens verboten war. Nach heftigen Diskussionen und einer Jury-Sitzung am Abend wurde Carpenter disqualifiziert. Das Finale wurde zwei Tage später neu angesetzt, um in der Zwischenzeit vier Laufbahnen zu markieren (vorher gab es überhaupt keine Markierungen). Doch die beiden amerikanischen Läufer William Robbins und John Taylor verzichteten aus Solidarität mit Carpenter auf den Start und protestierten so gegen den Entscheid der Jury. Halswelle blieb als einziger Läufer übrig und musste bei der Neuauflage des Finals nur die bereitliegende Goldmedaille „abholen“.
Der Marathonlauf war der erste über die heute übliche Distanz von 42,195 Kilometern. Vorher waren noch Läufe über 40 Kilometer oder 25 Meilen üblich. Vom Stadioneingang aus war zunächst eine Strecke von 25 Meilen (40,234 km) vermessen worden, die aber nur bis zur Barnespool-Brücke in Eton reichte. Da aber schon zuvor das Schloss Windsor als Startpunkt festgelegt worden war, musste die Strecke um exakt eine Meile (1609 m) verlängert werden. Im Stadion selbst befand sich das Ziel vor der königlichen Loge, weshalb noch 385 Yards (352 m) hinzugefügt werden mussten. Als in den Folgejahren immer mehr Marathonveranstaltungen die Londoner Streckenlänge übernahmen, schrieb die IAAF diese 1921 in ihrem Regelwerk verbindlich fest.

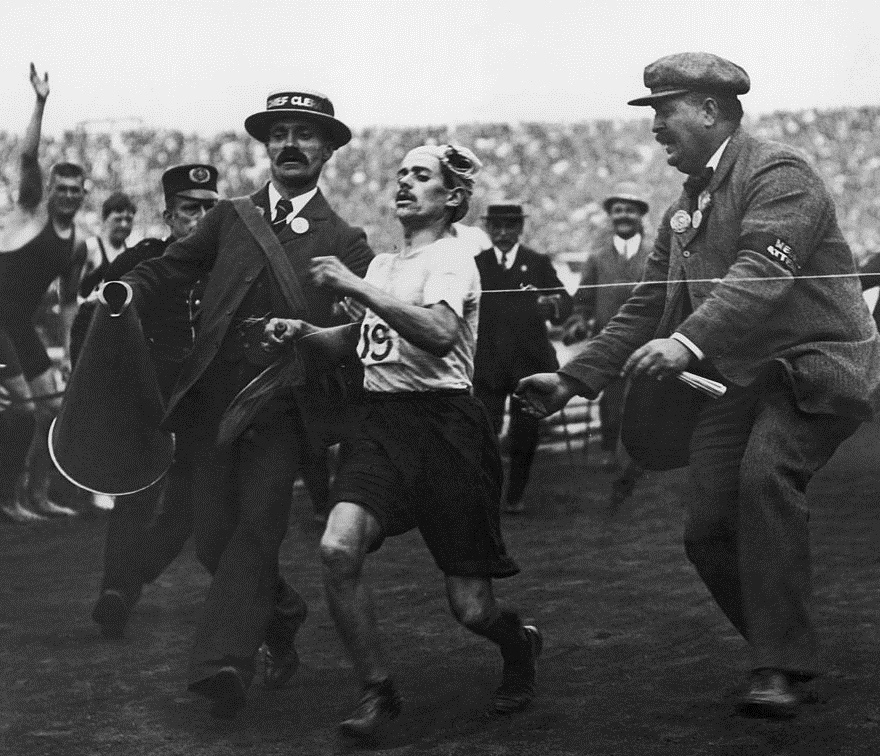
Dorando Pietri wird von Ärzten und Kampfrichtern über die Ziellinie geschoben

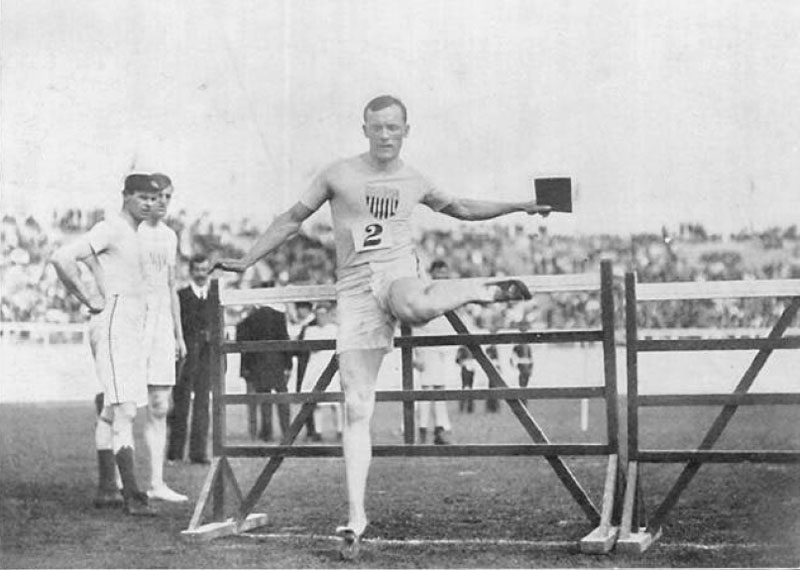
Forrest Smithson führt seinen „Bibel-Sprungstil“ vor

Als Erster traf Dorando Pietri im White City Stadium ein, nur noch eine halbe Stadionrunde trennte ihn vom vermeintlich sicheren Olympiasieg. Aber der Italiener hatte sich völlig verausgabt, war benommen und bog zunächst in die falsche Richtung ab. Als die Kampfrichter ihm den richtigen Weg zum Ziel wiesen, brach Pietri völlig entkräftet zusammen. Er konnte sich wieder aufrappeln, fiel jedoch auf den letzten 350 Metern weitere dreimal zu Boden. Zehn Meter vor dem Ziel brach er ein fünftes Mal zusammen, woraufhin er von einigen Mitleid empfindenden Ärzten und Kampfrichtern über die Ziellinie geschoben wurde. Pietri musste später wegen der unerlaubten Hilfestellung disqualifiziert werden, erhielt aber am darauf folgenden Tag von Königin Alexandra für seine Leistung einen Goldpokal. Der Olympiasieg ging an den US-Amerikaner John Hayes, dem weitaus weniger Aufmerksamkeit zuteilwurde.
Arthur Conan Doyle schrieb für die Zeitung Daily Mail einen ausführlichen und emotionalen Bericht, der viel dazu beitrug, die Geschichte des tragischen Helden Dorando Pietri bekannt zu machen. Gleichzeitig rief Doyle zu Spenden für den Italiener auf. Doyles großes Engagement ist wahrscheinlich der Grund für die weit verbreitete, aber unwahre Legende, er selbst habe Pietri über die Ziellinie geholfen. Die dramatischen Ereignisse des Marathonlaufs brachten die Olympischen Spiele erstmals ins Bewusstsein der breiten Öffentlichkeit und trugen entscheidend zur Popularisierung bei.
Eine weitere Legende entstand um Forrest Smithson, dem Olympiasieger des 110-Meter-Hürdenlaufs. Es hieß, der streng gläubige US-Amerikaner habe den Finallauf mit einer Bibel in der linken Hand bestritten, um gegen die Durchführung seines Wettkampfs an einem Sonntag zu protestieren. Diese Behauptung ist jedoch nachweislich falsch, da an Sonntagen gar keine Wettkämpfe auf dem Programm standen. Die Legende entstand wohl aufgrund eines Fotos, das im offiziellen Bericht abgebildet ist, jedoch erst nach dem Finale aufgenommen wurde und eindeutig gestellt war.

### Motorbootrennen
Motorbootrennen waren nur 1908 eine olympische Sportart. Für die A-Klasse (beliebige Länge, keine Begrenzung der Motorleistung), die B-Klasse (Länge bis 60 Fuß) und die C-Klasse (Länge 6,5 bis 8 m, Maximalgewicht 800 kg) gab es jeweils ein Rennen. Alle drei Rennen waren 40 Seemeilen (74,08 km) lang. Die Wetterbedingungen an den beiden Wettkampftagen waren so schlecht (Regen, Sturm, hoher Wellengang), dass jeweils nur ein einziges Boot das Ziel erreichte. Dieses war zweimal ein britisches und einmal ein französisches Boot.

### Polo
Nach 1900 fand zum zweiten Mal ein olympisches Poloturnier statt. Gespielt wurde auf dem Gelände des Londoner Hurlingham Club. Der Club war für die Organisation zuständig und seit 1875 auch für das Regelwerk dieser Sportart verantwortlich. Neben dem Hurlingham Polo Club nahmen nur noch eine irische Auswahl und der Londoner Roehampton Polo Club teil.
Im ersten Spiel trafen die beiden Londoner Mannschaften aufeinander, wobei Roehampton mit 3:1 gegen Hurlingham gewann. Der Sieger spielte anschließend im zweiten Spiel gegen die irische Auswahl um die Goldmedaille, welche Roehampton mit einem klaren 8:1-Sieg gewann. Es gab kein Spiel um die Bronzemedaille, weshalb beide Verlierermannschaften die Silbermedaille erhielten.

### Rackets
Rackets, eine mit Jeu de Paume entfernt verwandte Sportart und ein Vorläufer des heutigen Squash, war nur 1908 olympisch. Obwohl am Einzelturnier nur sechs Spieler teilnahmen, bestanden die Organisatoren dennoch auf ein 16er-Tableau. Dies hatte zur Folge, dass drei Spieler die ersten beiden Runden mit Freilosen überspringen konnten. Olympiasieger wurde Evan Noel, der als einziger drei Vorrundenspiele bestreiten musste. Die Goldmedaille gewann er kampflos, da sein Finalgegner Henry Leaf am Ende des Halbfinals eine Handverletzung erlitten hatte.
Im Doppelwettbewerb nahmen von den ursprünglich fünf gemeldeten Paaren nur drei teil, ebenfalls ausschließlich Briten. Das Finale gewannen John Jacob Astor und Vane Pennell mit 6:15, 15:7, 16:15, 15:6, 15:7 gegen Edmund Bury und Cecil Browning. Das Spiel um die Bronzemedaille fiel aus, da beide Paare auf die Teilnahme verzichteten.

### Radsport

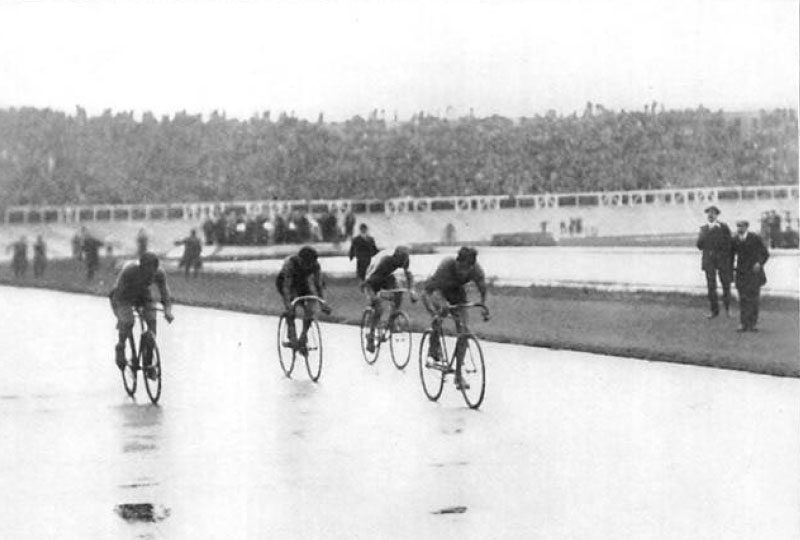
Letzte Runde des 100-Kilometer-Rennens

Es fanden sechs Radsportwettbewerbe statt, und zwar ausschließlich Bahnrennen, weil damals Straßenrennen gemäß dem britischen Straßenverkehrsgesetz verboten waren. Es galt das Regelwerk der National Cyclists’ Union of England and Wales, nicht jenes des Weltverbandes UCI. Ausgetragen wurden die Rennen auf einer 660 Yards langen Beton-Radrennbahn in Shepherd’s Bush. Einzelrennen über eine Bahnrunde (603,491 m), über 5000 Meter, 20 und 100 Kilometer sowie ein Tandemrennen über 2000 Meter und ein Mannschaftsverfolgungsrennen über 4000 Meter. Das 1000-Meter-Rennen wurde nicht gewertet, da sämtliche Finalteilnehmer das Zeitlimit von 105 Sekunden überschritten hatten. Die Wettkämpfe waren von schlechtem Wetter geprägt. So stand wegen der teilweise heftigen Regenfälle der innere Teil der Bahn oft unter Wasser.
Erfolgreichste Nation in den Radsportwettbewerben war die des Vereinigten Königreichs; die insgesamt 36 britischen Radsportler gewannen fünf der sechs Wettbewerbe, neun Medaillen insgesamt; nur im Tandemfahren vermochte sich das französische Duo Maurice Schilles und André Auffray an die Spitze zu setzen. Damit war die französische Mannschaft aus 23 Sportlern die zweiterfolgreichste im Radsport. Erfolgreichster Teilnehmer war der Brite Benjamin Jones mit zwei Gold- und einer Silbermedaille. Aus heutiger Sicht bekanntester Teilnehmer war der Franzose Octave Lapize, Sieger der Tour de France 1910, der über 100 km Dritter wurde.

### Ringen
Für die Organisation der Wettbewerbe im Ringen war die British Amateur Wrestling Association zuständig, die auch die Gewichtseinteilung vornahm. Es gab fünf Gewichtsklassen im Freistilringen und vier im griechisch-römischen Ringen. Mit Siegern aus sechs verschiedenen Ländern war Ringen eine der ausgeglichensten Sportarten bei diesen Spielen. Eine besondere Regel besagte, dass die Ringer auch in der nächsthöheren Gewichtsklasse antreten durften. Den größten Nutzen zog daraus der britische Freistilringer George de Relwyskow, der nach dem Gewinn der Silbermedaille im Mittelgewicht Olympiasieger im Leichtgewicht, seiner eigentlichen Disziplin, wurde.
Im Halbfinale des Mittelgewicht-Freistilringens war der Schwede Carl Andersson-Gorthon von den Kampfrichtern trotz deutlicher Überlegenheit zum Verlierer erklärt worden. Die schwedischen Ringer waren über die offensichtliche Bevorzugung eines Briten durch das Kampfgericht derart empört, dass sie mit der sofortigen Abreise drohten. Der stellvertretende Mannschaftsleiter Sigfrid Edström (der spätere IOC-Präsident) konnte vermitteln und seine Landsleute zum Bleiben bewegen. Andersson-Gorthon verzichtete jedoch aus Protest auf den Kampf um Platz 3. Ebenfalls keinen Kampf um die Bronzemedaille gab es in der Mittelgewichtsklasse des griechisch-römischen Ringens, da Johannes Josefsson, der einzige isländische Teilnehmer in London, in seinem Halbfinale den Arm gebrochen hatte.

### Rudern

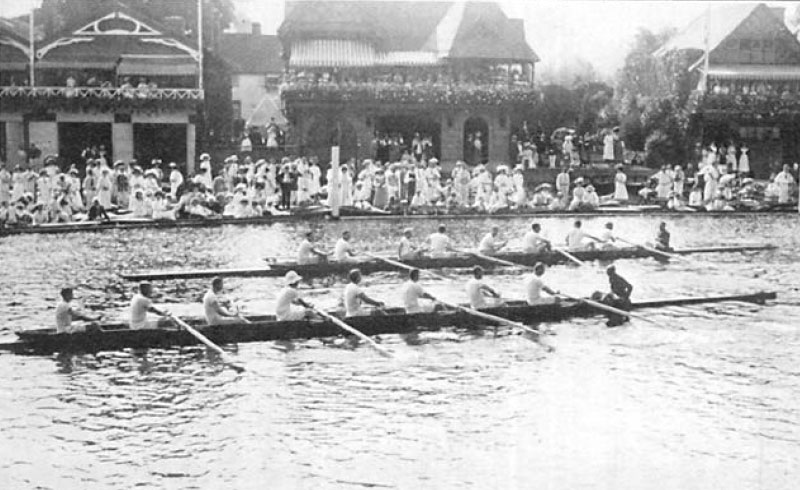
Viertelfinale im Achter: Leander Club (GBR) gegen Ungarn

Im Rudern fanden die vier Wettbewerbe Einer, Zweier ohne Steuermann, Vierer ohne Steuermann und Achter statt. Die jeweils 1,5 Meilen (2.414 m) langen Rennen wurden bei Henley-on-Thames auf der Themse ausgetragen. Im Vergleich zu den seit 1839 dort ausgetragenen Rennen der Henley Royal Regatta waren die olympischen Rennen 330 Yards (302 m) länger. Da die Regattastrecke sehr eng ist, konnten jeweils nur zwei Boote gegeneinander antreten. Zur Anwendung kamen die Regeln der Amateur Rowing Association of England. Für die Organisation war der Leander Club aus Henley-on-Thames zuständig.
Britische Boote gewannen alle vier Rennen. Anzumerken ist, dass im Gegensatz zu allen anderen Sportarten nur Goldmedaillen verliehen wurden, weshalb auch keine Rennen um den dritten Platz stattfanden. Die Zweit- und Drittplatzierten erhielten nicht einmal Verdienstdiplome, sondern wie alle anderen Teilnehmer lediglich die einfachen Erinnerungsmedaillen.

### Rugby
Theoretisch hätten alle vier britischen Verbände am Rugbyturnier teilnehmen können, doch nur England war – mit der Grafschaftsauswahl von Cornwall – vertreten. Trotz Einladung waren die Mannschaften aus Neuseeland und Südafrika nicht nach London gereist und eine Woche vor Turnierbeginn zog sich auch Frankreich zurück, mit der Begründung, es stünde keine repräsentative Mannschaft zur Verfügung.
So blieb neben England nur noch die Mannschaft aus Australien übrig, die sich 1908/09 auf einer langen Europatour befand. Im einzigen Spiel, ausgetragen auf aufgeweichtem Boden in der Variante Rugby Union, wurden die Australier ihrer Favoritenrolle gerecht und schlugen die Engländer mit 32:3.

### Schießen

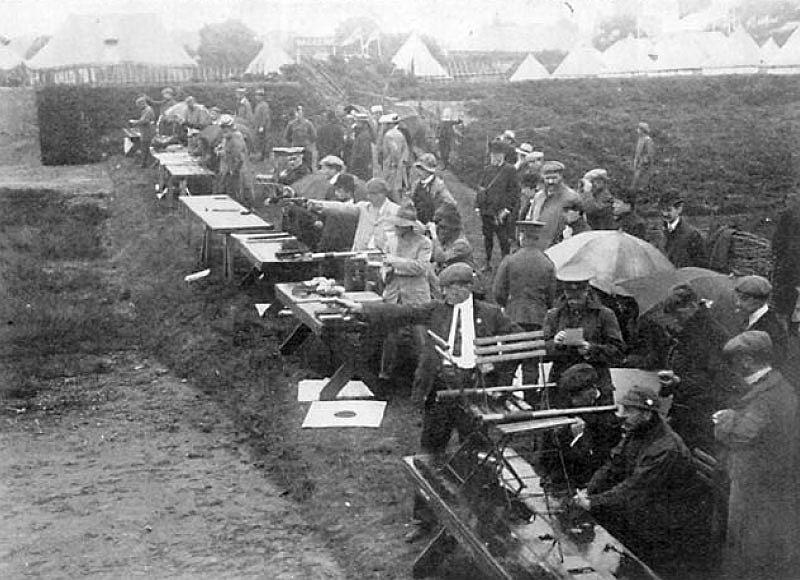
Die Schießwettbewerbe fanden unter einfachsten Bedingungen statt

Die Wettbewerbe im Schießen wurden nach den Regeln der National Rifle Association durchgeführt. Aus diesem Grund waren die Entfernungen meistens in Yards, wodurch die britischen Schützen gegenüber der ausländischen Konkurrenz im Vorteil waren. Intensiver Regenfall und heftige Winde beeinträchtigten die Leistungen. Da in Wien fast gleichzeitig zu den olympischen Wettbewerben auch die Weltmeisterschaften stattfanden, fehlten zahlreiche namhafte Schützen, insbesondere aus der Schweiz. Der Schwede Oscar Swahn war mit zwei Gold- und einer Bronzemedaille der erfolgreichste Teilnehmer.
Auch bei dieser Sportart gab es kuriose Ereignisse zu vermelden. Beim Liegendschießen mit dem Kleinkalibergewehr war das Kontingent der Briten auf zwölf Schützen beschränkt. Aus Versehen meldeten die britischen Offiziellen nachträglich einen 13. Schützen an, da sie glaubten, es hätten erst elf Briten geschossen. Der nachnominierte Philipp Plater erzielte mit 391 Punkten einen neuen Weltrekord und wäre somit eigentlich Olympiasieger geworden. Bei der Auswertung entdeckte die Jury jedoch den Fehler und strich Platers Ergebnis aus der Rangliste. Der britische Verband ehrte Plater später mit einer Ehrengoldmedaille und einem Rekorddiplom.
Beim Revolver- und Pistolenschießen über 50 Yards legte die US-amerikanische Delegation erfolglos Protest ein. Ihrer Meinung nach hatte James Gorman zweimal durch dasselbe Loch geschossen (ein sogenanntes „Doppel“). Die Jury war jedoch davon überzeugt, dass Gorman nicht einmal die Scheibe getroffen hätte. Am Ende fehlten Gorman neun Punkte, wodurch er den Sieg verfehlte und auf dem dritten Platz landete. Immerhin wurde er in der Mannschaftswertung mit der Schnellfeuerpistole Olympiasieger.

### Schwimmen

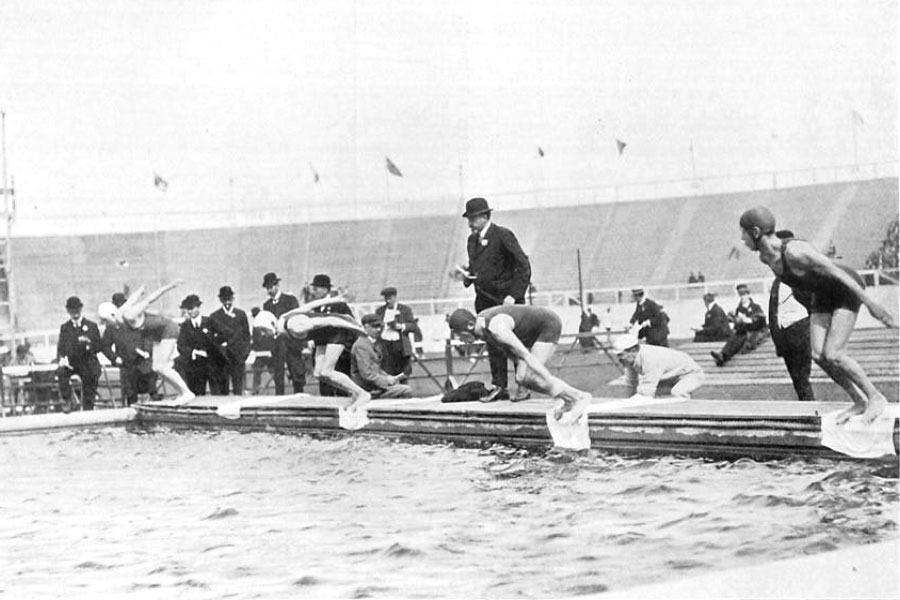
Start zum Finale im 200-Meter-Brustschwimmen

Zum ersten Mal bei Olympischen Spielen stand für die Wettbewerbe im Schwimmen ein Schwimmbecken zur Verfügung. Es war halb so breit und doppelt so lang wie die heute üblichen 50-Meter-Becken mit acht Bahnen. 1896 in Athen war noch im offenen Meer geschwommen worden, 1900 in Paris in der Seine und 1904 in St. Louis in einem künstlichen See.
Für die Organisation zuständig war die English Amateur Swimming Association. Nachdem es bei der Regelauslegung zu einigen Missverständnissen gekommen war, gründeten am 19. Juli, also noch während der Wettkämpfe, Vertreter von zehn nationalen Verbänden im Manchester Hotel den internationalen Schwimmverband FINA.
Erfolgreichster Schwimmer war der Brite Henry Taylor, der über 400 Meter Freistil, 1500 Meter Freistil und mit der 4-mal-200-Meter-Freistilstaffel die Goldmedaille gewann. In vier der sechs Disziplinen wurden neue Weltrekorde aufgestellt: Charles Daniels (USA) über 100 Meter Freistil, Henry Taylor (GBR) über 1500 Meter Freistil, Frederick Holman (GBR) über 200 Meter Brust sowie die britische Freistilstaffel.

### Segeln
Im Segeln fanden nur vier der ursprünglich fünf geplanten Wettbewerbe statt, da das Rennen der 15-Meter-Klasse mangels Anmeldungen ersatzlos gestrichen werden musste. Es galt das Regelwerk der Yacht Racing Association, das jedoch ausdrücklich auf jenem der ein Jahr zuvor gegründeten International Sailing Federation basierte. Jedes teilnehmende Land durfte pro Rennen zwei Boote entsenden.
Alle vier Rennen wurden von britischen Booten gewonnen. An den Rennen der 6-Meter- und der 8-Meter-Klasse nahmen fünf Boote teil, am Rennen der 12-Meter-Klasse (das als einziges nicht vor der Isle of Wight, sondern vor der schottischen Westküste stattfand) nur zwei. Das Rennen der 7-Meter-Klasse war aus heutiger Sicht eine sehr fragwürdige Veranstaltung: es nahm ein einziges Boot teil, das einfach nur das Ziel erreichen musste.

### Tauziehen

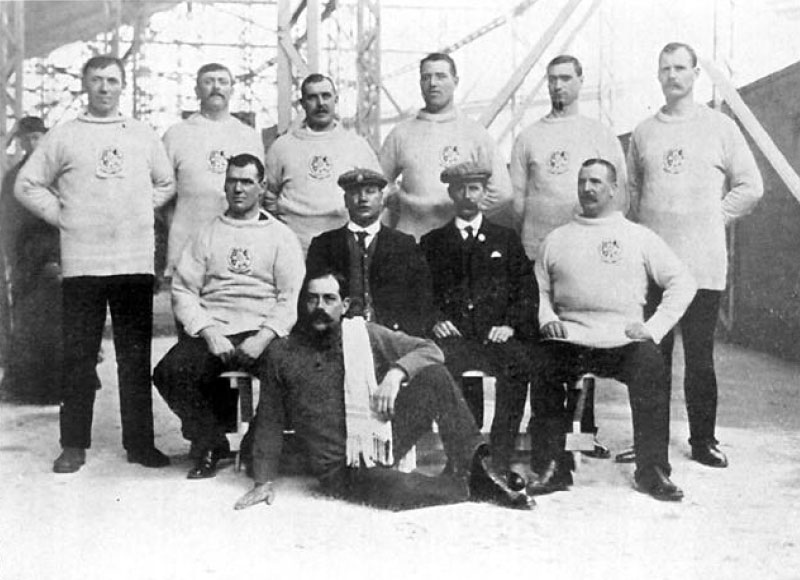
Tauziehmannschaft der City of London Police mit Betreuern

Das Tauziehen wurde zu Beginn des 20. Jahrhunderts noch als Teil der Leichtathletik betrachtet. Drei der fünf teilnehmenden Mannschaften vertraten britische Polizeikorps. Im Viertelfinale hatten das schwedische und zwei der britischen Mannschaften ein Freilos.
Der einzige Viertelfinalkampf war derjenige zwischen der Liverpool Police und den Vereinigten Staaten (u. a. mit Ralph Rose und John Flanagan, den Olympiasiegern im Kugelstoßen und im Hammerwurf). Die Liverpooler Polizisten gewannen den ersten Durchgang mühelos, woraufhin die amerikanische Delegation Protest einlegte: Die Briten trugen Schuhe mit Nägeln, wodurch sie besseren Halt hatten. Die rein britische Jury wies den Protest ab, da diese Schuhe zur üblichen Dienstbekleidung gehörten und deshalb gemäß Reglement zugelassen waren. Die Amerikaner weigerten sich, zum zweiten Durchgang anzutreten.
Ähnlich verlief das erste Halbfinale. Die gegen die Liverpool Police unterlegenen Schweden verzichteten anschließend auf den Kampf um den dritten Platz, wodurch die Bronzemedaille kampflos an die Abteilung K der Londoner Metropolitan Police fiel. Im Finale siegte die City of London Police gegen die Polizisten aus Liverpool.

### Tennis
Die olympischen Tenniswettbewerbe waren in zwei Phasen unterteilt. In der ersten Maihälfte wurden die Hallenturniere im Queen’s Club, in der ersten Julihälfte die Rasenturniere in Wimbledon ausgetragen. Die Hallenturniere schlossen sich unmittelbar an die englischen Meisterschaften an, die in derselben Halle gespielt worden waren. Die einzigen ausländischen Teilnehmer waren je zwei Männer und Frauen aus Schweden. Im Einzelfinale gewann Arthur Gore gegen George Caridia. Die Bronzemedaille ging kampflos an Josiah Ritchie, da Wilberforce Eaves, der zweite Halbfinalverlierer, einen Schwächeanfall erlitten hatte. Siegerin des Fraueneinzels wurde Gwendoline Eastlake-Smith, während Arthur Gore und Herbert Barrett die Goldmedaille im Männerdoppel gewannen.

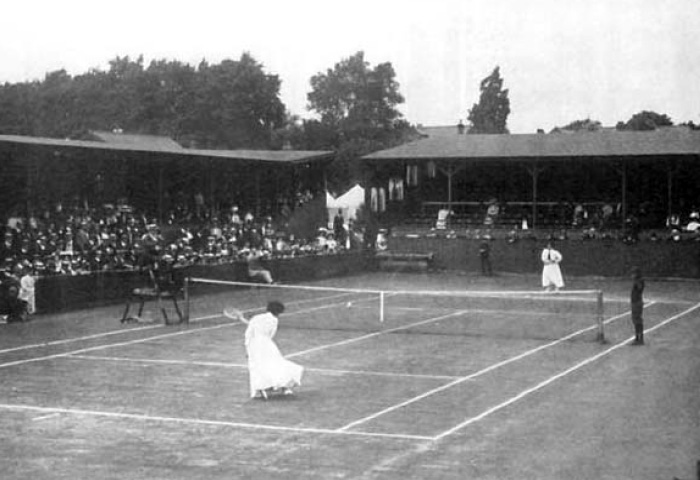
Finale der Frauen im Rasentennis, auf dem Centre Court in Wimbledon

Die Rasenturniere fanden unmittelbar nach den Wimbledon Championships statt. Zahlreiche der weltbesten Spieler waren allerdings bereits abgereist, da ihnen das eigentliche Wimbledon-Turnier mehr zusagte als der „olympische Aufguss“. Zu den großen Abwesenden gehörte unter anderem Arthur Gore, der damalige Wimbledon-Sieger und Olympiasieger in der Halle. Da die Auslosung der Begegnungen bereits nach Eingang der Anmeldungen erfolgt war und die Organisatoren des All England Lawn Tennis and Croquet Club trotz der vielen Absenzen das Programm wie vorgesehen durchzogen, konnten zahlreiche Spieler mit Freilosen mehrere Runden überspringen.
Besonders augenfällig war dieser organisatorische Mangel im Einzel der Frauen: Ohne ein einziges Mal vorher gespielt zu haben, stieß die Britin Dora Boothby in das Finale vor; dort unterlag sie aber ihrer Landsfrau Dorothea Douglass, der damals weltbesten Spielerin. Im Einzelfinale der Männer gewann der Brite Josiah Ritchie gegen den Deutschen Otto Froitzheim. Das Doppel der Männer entschieden die Briten George Hillyard und Reginald Doherty für sich.

### Turnen
Beim Turnen gab es nur zwei Disziplinen, den Einzel- und den Mannschaftsmehrkampf. Wettbewerbe an den einzelnen Geräten, wie sie heute üblich sind, standen 1896 und 1904 noch auf dem Programm, wurden aber erst 1924 wieder eingeführt.
Im Einzelmehrkampf mussten die über 100 teilnehmenden Turner an sechs von sieben vorgegebenen Geräten jeweils eine Kür von zwei Minuten Länge absolvieren. Zur Verfügung standen Reck, Barren, feste Ringe, fliegende Ringe, Tauhangeln und Pauschenpferd, wobei am Reck zwischen Schwungübungen und statischen Übungen unterschieden wurde. Die Goldmedaille gewann der Italiener Alberto Braglia.
Der Mannschaftsmehrkampf bestand aus einer 30 Minuten dauernden Gruppenübung mit und ohne Turngeräte. Die acht teilnehmenden Mannschaften mussten aus mindestens 16 und maximal 40 Turnern bestehen. Die Kampfrichter bewerteten das Auftreten, die Ausführung und die Schwierigkeit. Es gewann die schwedische Mannschaft vor den Norwegern und den Finnen.

### Wasserball

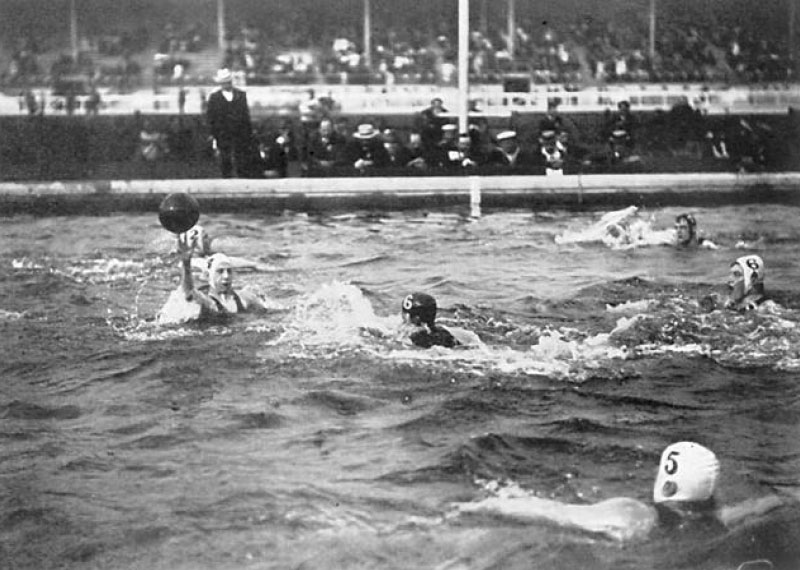
Spielszene aus dem Wasserballfinale

Die Vorrundenpartien im Wasserball waren bereits vor der definitiven Anmeldung der einzelnen Mannschaften ausgelost worden. Die Mannschaften aus Ungarn und Österreich zogen ihre Anmeldung zurück. Im einzigen Vorrundenspiel schlug Belgien die Niederlande deutlich mit 8:1. Die Absenzen hatten zur Folge, dass im Halbfinale nur noch drei Mannschaften übrig blieben. Gastgeber Großbritannien stieß direkt ins Finale vor, ohne zuvor ein Spiel absolviert zu haben. Im Spiel um den zweiten Finalplatz setzte sich Belgien gegen Schweden mit 8:4 durch. Die ausgeruhten Briten konnten im Finale ihren Vorteil nutzen und besiegten die Belgier mit 9:2.

### Wasserspringen
Es gab zwei Wettbewerbe im Wasserspringen, einerseits Kunstspringen vom 1-Meter- und vom 3-Meter-Brett, andererseits Turmspringen vom 5-Meter- und vom 10-Meter-Brett. Die Deutschen dominierten das Kunstspringen. Fünf gelangten in das Halbfinale und drei in das Finale, wo sie auch die drei ersten Plätze belegten; Olympiasieger wurde Albert Zürner. Ebenso deutlich beherrschten die Schweden das Turmspringen. Sechs Springer konnten sich für das Halbfinale qualifizieren und im Finale siegte Hjalmar Johansson vor drei Landsleuten.

## Herausragende Sportler und Leistungen
| Die erfolgreichsten Teilnehmer | Die erfolgreichsten Teilnehmer | Die erfolgreichsten Teilnehmer | Die erfolgreichsten Teilnehmer | Die erfolgreichsten Teilnehmer | Die erfolgreichsten Teilnehmer | Die erfolgreichsten Teilnehmer | Die erfolgreichsten Teilnehmer |
| Platz                          | Athlet                         | Land                           | Sportart                       | Gold                           | Silber                         | Bronze                         | Gesamt                         |
| ------------------------------ | ------------------------------ | ------------------------------ | ------------------------------ | ------------------------------ | ------------------------------ | ------------------------------ | ------------------------------ |
| 1                              | Mel Sheppard                   | USA                            | Leichtathletik                 | 3                              | —                              | —                              | 3                              |
| 1                              | Henry Taylor                   | GBR                            | Schwimmen                      | 3                              | —                              | —                              | 3                              |
| 3                              | Benjamin Jones                 | GBR                            | Radsport                       | 2                              | 1                              | —                              | 3                              |
| 4                              | Martin Sheridan                | USA                            | Leichtathletik                 | 2                              | —                              | 1                              | 3                              |
| 4                              | Oscar Swahn                    | SWE                            | Schießen                       | 2                              | —                              | 1                              | 3                              |

Ray Ewry dominierte wie schon 1900 und 1904 die Standsprungwettbewerbe und wurde Olympiasieger im Standhochsprung und Standweitsprung. Mit insgesamt acht Goldmedaillen gehört er zu den zehn erfolgreichsten Olympiateilnehmern aller Zeiten. Werden seine beiden Siege an den Zwischenspielen 1906 hinzugezählt, ist er sogar der erfolgreichste Sportler aller Zeiten.
Der schwedische Sportschütze Oscar Swahn war bei seinen beiden Olympiasiegen bereits 60 Jahre und 265 Tage alt. 1912 gewann er im Alter von 64 Jahren und 257 Tagen in Stockholm eine weitere Goldmedaille und ist damit bis heute der älteste Olympiasieger überhaupt. 1920 stellte er einen weiteren Altersrekord auf: Im Alter von 72 Jahren und 279 Tagen gewann er eine Silbermedaille und wurde so zum ältesten Olympiamedaillengewinner aller Zeiten.
Die britische Bogenschützin Sybil Newall gewann die Goldmedaille in der National Round im Alter von 53 Jahren und 9 Monaten. Damit ist sie bis heute die älteste Olympiasiegerin der Neuzeit.
Die britischen Zwillingsbrüder Christopher und Noel Chavasse nahmen am 400-Meter-Lauf teil, gewannen jedoch keine Medaille. Christopher Chavasse wurde schließlich Bischof von Rochester, während Noel Chavasse als einer von nur drei Männern in die Militärgeschichte einging, die das Victoria-Kreuz zweimal erhielten.